# Große Wanderspinne
Die Große Wanderspinne oder Wandernde Tigerspinne (Cupiennius salei) ist eine Spinne aus der Familie der Fischerspinnen (Trechaleidae). Sie kommt im Süden Nordamerikas und vorwiegend in Mittelamerika vor und bewohnt dort tropische Regenwälder. Die Bezeichnung „Tigerspinne“ rührt von den Ringeln der Beine beim Weibchen her. Die Art ist der größte Vertreter seiner Familie.
Die wie alle Fischerspinnen nachtaktive Große Wanderspinne legt entsprechend ihrer Trivialbezeichnung in der Nacht weite Wanderungen zurück und legt kein Spinnennetz an, sondern erlegt Beutetiere freilaufend als Lauerjäger. In das Beuteschema der vergleichsweise großen Spinne fallen dabei neben anderen Gliederfüßern auch kleinere Wirbeltiere. Die Große Wanderspinne verbringt den Großteil des Tages in selbst geschaffenen Zufluchtsorten an von der Art bevorzugten Pflanzen, etwa einigen Bromeliengewächsen oder in Plantagen angebauten Pflanzen der Dessertbanane (Musa × paradisiaca). Das Paarungsverhalten verläuft wie bei anderen Mitgliedern der Überfamilie der Lycosoidea und schließt somit ein Balzverhalten, jedoch wie bei der Gattung üblich auch eine Kommunikation über Vibrationen und Pheromone (Botenstoffe) mit ein. Das begattete Weibchen fertigt nacheinander mehrere Eikokons und bewacht diese zumeist bis zum Schlupf der Nachkommen in seinem Wohngespinst. Sollte die Möglichkeit gegeben sein, taucht die Spinne in den dann mit Wasser gefüllten Zufluchtsorten (dabei insbesondere in den Blatttrichtern von Bromeliengewächsen) unter und verbleibt dort für einige Zeit. Die geschlüpften Jungtiere wachsen selbstständig heran.
Bedingt durch die Tatsache, dass die Große Wanderspinne auch die Dessertbanane als Versteck nutzt, kommt es gelegentlich wie einige andere oftmals als „Bananenspinnen“ bezeichneten Spinnen durch Exporte dieser dazu, dass die Spinne in andere Teile der Welt eingeführt wird. Dies ist auch bei einigen anderen Arten der Gattung belegt worden. Für den Menschen ist die Art allerdings nicht wirklich gefährlich. Die Große Wanderspinne erhält außerdem eine gewisse Bedeutung dadurch, dass sie nicht selten als Forschungsobjekt wissenschaftlicher Untersuchungen Verwendung findet und gelegentlich als Heimtier in der Terraristik gehalten wird.

## Merkmale
Mit einer Körperlänge von 27 bis 45 Millimetern als Weibchen und 22 bis 30 Millimetern als Männchen ist die Große Wanderspinne die größte Art der Gattung Cupiennius. Sie ist außerdem der größte Vertreter aus der Familie der Fischerspinnen (Trechaleidae). Der grundsätzliche Körperbau entspricht dem anderer Arten der Gattung, womit auch die Große Wanderspinne ein langbeiniges Erscheinungsbild besitzt. Die Beinspannweite beider Geschlechter kann über 100 Millimeter betragen. Die Beine ermöglichen der Spinne eine agile und schnelle Fortbewegung. Die dichte Scopula (Beinbehaarung), die die Extremitäten einschließlich der Tarsen (Fußglieder) der Großen Wanderspinne bedeckt, ermöglicht ihr zudem die problemlose Fortbewegung auf glatten Oberflächen, etwa Glasscheiben.
Zumindest das Weibchen der Großen Wanderspinne kann überdies erfolgreich untertauchen und sich unter Wasser fortbewegen. Der Sauerstoffvorrat wird dabei mithilfe der Setae (Behaarung) gespeichert, was der Spinne ein maximal 90-minütiges Aufhalten unter Wasser ermöglicht. Dies wird aber nur von Weibchen angewandt, die einen Eikokon bewachen. Ob das Männchen der Art schwimmen kann, ist unbekannt.

### Wahrnehmungsvermögen
Die Große Wanderspinne verfügt über ein gutes Wahrnehmungsvermögen durch ihren guten Seh- und Vibrationssinn. Diese Eigenschaften haben die Art zu einem begehrten Forschungsobjekt der Arachnologie (Spinnenkunde) gemacht.

#### Sehsinn

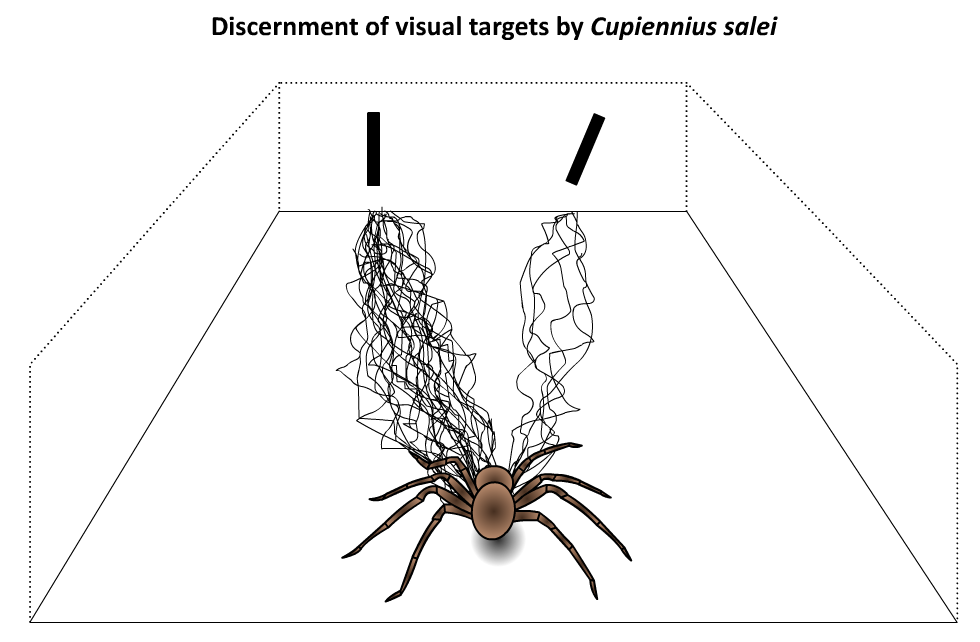
Grafik zur Veranschaulichung der Sehfähigkeit der Großen Wanderspinne

Der gute Sehsinn der Großen Wanderspinne wird ihr durch die wie bei vielen der Überfamilie Lycosoidea angehörigen Spinnenarten leistungsfähigen Augen verliehen. Die acht Augen sind in die zwei geringfügig größeren und nach vorne gerichteten Haupt- und die sechs kleineren, entweder zur Seite oder nach hinten gerichteten Nebenaugen aufgeteilt. Die Hauptaugen dienen zur Wahrnehmung von Formen, die seitlichen Nebenaugen zur Wahrnehmung von Bewegungen. Ebenso ermöglicht der Sehsinn der Spinne das Abschätzen von Entfernungen und Formen und hilft bevorzugt dabei, Unterschlüpfe zu finden. Der Aufbau der Augen der Großen Wanderspinne und deren Stellung ist mit der anderer Vertreter der Gattung Cupiennius identisch und gliedert sich, wie für Spinnen der Überfamilie Lycosoidea üblich, in zwei übereinander gegliederte Augenreihen, die je vier Augen enthalten. Die zwei Hauptaugen, denen ein Tapetum lucidum (reflektierende Netzhaut) fehlt, sind im Zentrum der oberen Reihe angelegt. Im Gegensatz dazu weisen die Nebenaugen ein rostfarbenes Tapetum lucidum mit in Reihen angeordneten Rezeptoren auf. Die Winkelabstände dieser Rezeptoren entlang und zwischen den Reihen betragen 3,6° und 9,3°, 0,9° und 2,3° sowie 1,0° und 3,0°.
Früher wurde aufgrund der Nachtaktivität der Art vermutet, dass ihr Sehsinn eine untergeordnete Rolle spielt. Diese Annahme wurde bei 2015 stattgefundenen Versuchen, die dazu dienten, den Sehsinn der Großen Wanderspinne zu erforschen, widerlegt. Dabei wurde auch herausgefunden, dass die Augen aufgrund der nachtaktiven Lebensweise äußerst lichtempfindlich sind und die Spinne insbesondere größere und dunklere Objekte (bei den Versuchen in Form von Projektionen) aufsucht, was vermutlich daran liegt, dass die Wahrscheinlichkeit, dass diese sich als geeigneter Unterschlupf erweisen können, größer ausfällt. Auch werden näher gelegene Objekte dieser Art bevorzugt aufgesucht, was die Fähigkeit zur Abschätzung von Entfernung seitens der Großen Wanderspinne bestätigt. Diese Fähigkeit ist für Wirbellose und für Tiere, die kein stereoskopisches Sichtfeld besitzen, ungewöhnlich. Da die Versuchstiere der Großen Wanderspinne sich nicht in einer geraden Linie, sondern im Zickzack auf die dunklen Projektionen zubewegten, wird angenommen, dass die Art Bewegungsparallaxen nutzt, sich also im Sichtfeld nähergelegene Objekte schneller verrücken als solche, die weiter entfernt liegen.

#### Vibrationssinn
Der wie der Sehsinn gut entwickelte Vibrationssinn der Großen Wanderspinne ermöglicht ihr das Wahrnehmen von sehr leichten Vibrationen und anderen Luftbewegungen. Dieser Sinn spielt besonders beim Jagen eine wichtige Rolle und ermöglicht es der Spinne unter anderem, fliegende Insekten in der Luft zu lokalisieren.
Der feine Vibrationssinn wird durch über 3.000 über das gesamte Exoskelett (Chitinpanzer) der Spinne verteilte Sensillen (Spaltsinnesorgane, bzw. Sensormembranen) ermöglicht. Davon sind bis zu 30 nah an den Gelenken gelegene und dort fast parallel angeordnete Sensillen zu sog. Lyraförmigen Organen ausgebildet. Sie sind die Sensillen mit dem höchsten Wahrnehmungsvermögen und ermöglichen es der Spinne auch, Vibrationen, die nur noch im Nanometer-Bereich messbar sind, zu registrieren. Die Formation der Lyraförmigen Organe ist ebenfalls mit der anderer Arten der Gattung identisch. Bedingt durch die Lage registriert die Spinne Auslenkungen benachbarter Beinglieder, die auf bewegungsbedingte Kräfte im Exoskelett reagieren. Die Strukturen der einzelnen Lyraförmigen Organe, die der Registrierung von Erschütterungen dienen, sind ungefähr zwei Mikrometer breit und bis zu 200 Mikrometer lang. Bedeckt werden sie von einer Hautmembran des Exoskeletts, die wiederum einen sog. Kopplungszylinder beinhaltet, in dem der Dendrit einer Nervenzelle endet.
Mithilfe der Weißlichtinterferometrie und Mikrokraftmessungen ließen sich die Reiztransformation in Dehnungssensoren analysieren. Erforscht wurde u. a. das propriorezeptive Lyraförmige Organ HS-8 nahe der Distalseite der Gelenke der Tibien, das eine Länge von 1,4 und, abhängig von der Anordnung des Schlitzes, eine Breite von geringfügig mehr als 30 Nanometern aufweist. Die mechanische Empfindlichkeit dieser Organe gegenüber äußeren Krafteinwirkungen lag bei im Rahmen von Versuchen erfolgten Messungen, bei denen Kräfte im Bereich von 0,01 Millinewton angewandt wurden, im Bereich von 106 bis 13 Nanometern pro Mikronewton und nahm mit abnehmender Schlitzlänge im minimalen Ausmaß ab. Dieses Lyraförmige Organ ist an der kinästhetischen (bewegungsempfindlichen) Orientierung beteiligt und löst bei Stimulation Muskelreflexe aus. Direkte Messungen von Dehnungen in der Nagelhaut ungehindert freilaufender Individuen der Großen Wanderspinne unter Verwendung miniaturisierter technischer Dehnungsmessstreifen zeigten, dass das Organ während der Standphase eines Schritts komprimiert und stimuliert wird und somit als Belastungssensor des Exoskeletts fungiert.
Anders verhält es sich bei der zweiten untersuchten Gruppe dieser Organe, dem Lyraförmigen Organ HS-10, das am Metatarsus befindlich ist. Die Lage dieses Organs verrät, dass es an die Erfassung von Schwingungsamplituden angepasst ist, wie sie unter natürlichen Bedingungen in größerer Varietät vorkommen können. Mit einer Empfindlichkeit von 522 und 195 Nanometern je Mikronewton bei den untersuchten Schlitzstrukturen dieses Lyraförmigen Organs konnte ein fast dreifacher Unterschied vermerkt werden, was die Fraktionierung des Reizbereichs zwischen diesen Schlitzen hinsichtlich ihrer Anordnung widerspiegelt. Diese Sensoren werden simuliert, wenn sich der Tarsus der Spinne nach oben bewegt und gegen den Metatarsus mitsamt dem dort befindlichen Organ drückt. Das Lyraförmige Organ HS-10 ist ein hochempfindlicher Vibrationssensor, mit dem die Spinne Vibrationen wahrnehmen und unterscheiden kann, die von Beutetieren, Geschlechtspartnern oder Prädatoren (Fressfeinden) stammen. Wie durch Beobachtungen mittels Rasterkraftmikroskopie und UV/VIS-Spektroskopie erwiesen werden konnte, erklären die viskoelastischen (sowohl elastische als auch viskose) Eigenschaften eines Polsters des Exoskeletts vor dem Organ weitgehend seine physiologischen Hochpassfiltereigenschaften.

### Sexualdimorphismus
Bei der Großen Wanderspinne ist ebenso wie bei anderen Spinnen ein stark ausgeprägter Sexualdimorphismus (Unterschied der Geschlechter) vorhanden, der sich in unterschiedlicher Größe, Färbung und Gestalt beider Geschlechter auszeichnet.

#### Weibchen

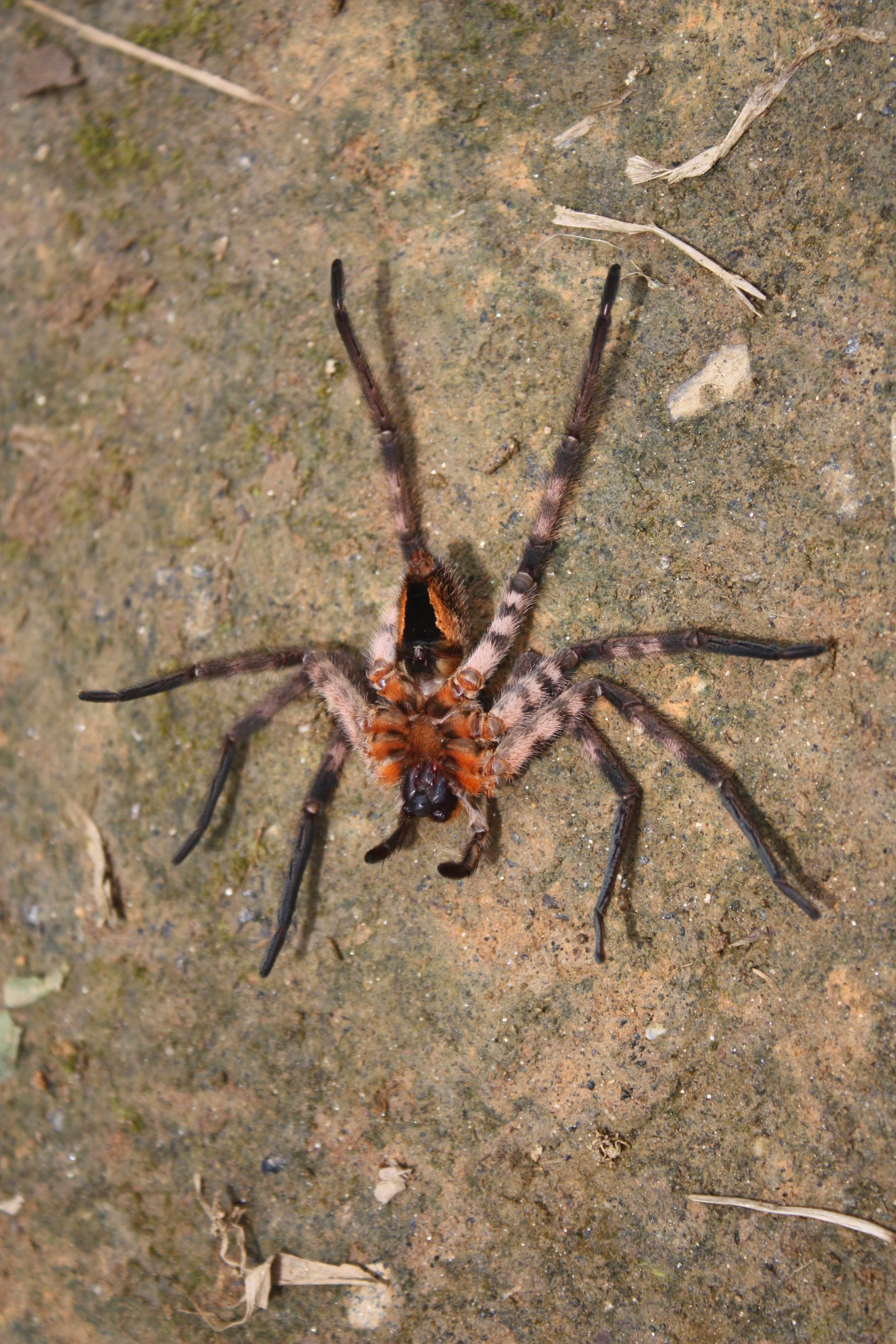
Ventralansicht eines Weibchens

Ein prägnantes Merkmal des Weibchens gegenüber dem Männchen ist sein kräftigerer Körperbau und seine schokoladenbraune Grundfärbung einschließlich seiner generell kontrastreicheren Farbgebung.
Der Carapax (Rückenschild des Prosomas bzw. Vorderkörpers) weist ein an den Seiten angelegtes, hellgrau-braunes Muster aus Längsstreifen und ein dazu im Kontrast stehendes dunkleres Medianband auf. Das Sternum (Brustschild des Prosomas) ist rot gefärbt und auch die Coxen (Hüftglieder) sind ventral dicht mit terrakottaroten Haaren und die Femora (Beinschienen) aller vier Beinpaare mit schwarzen Ringelungen bedeckt.
Dorsal verfügt das Opisthosomas (Hinterleib) ebenfalls über dunklere Längsstreifen und bei einigen Individuen gelbliche bis weißliche Punktpaare je beidseitig im Bereich der Herzregion. Die Ventralseite des Opisthosomas ist wie das Sternum ebenfalls rot und wird durch ein breites, schwarzes Medianband gekennzeichnet.

#### Männchen

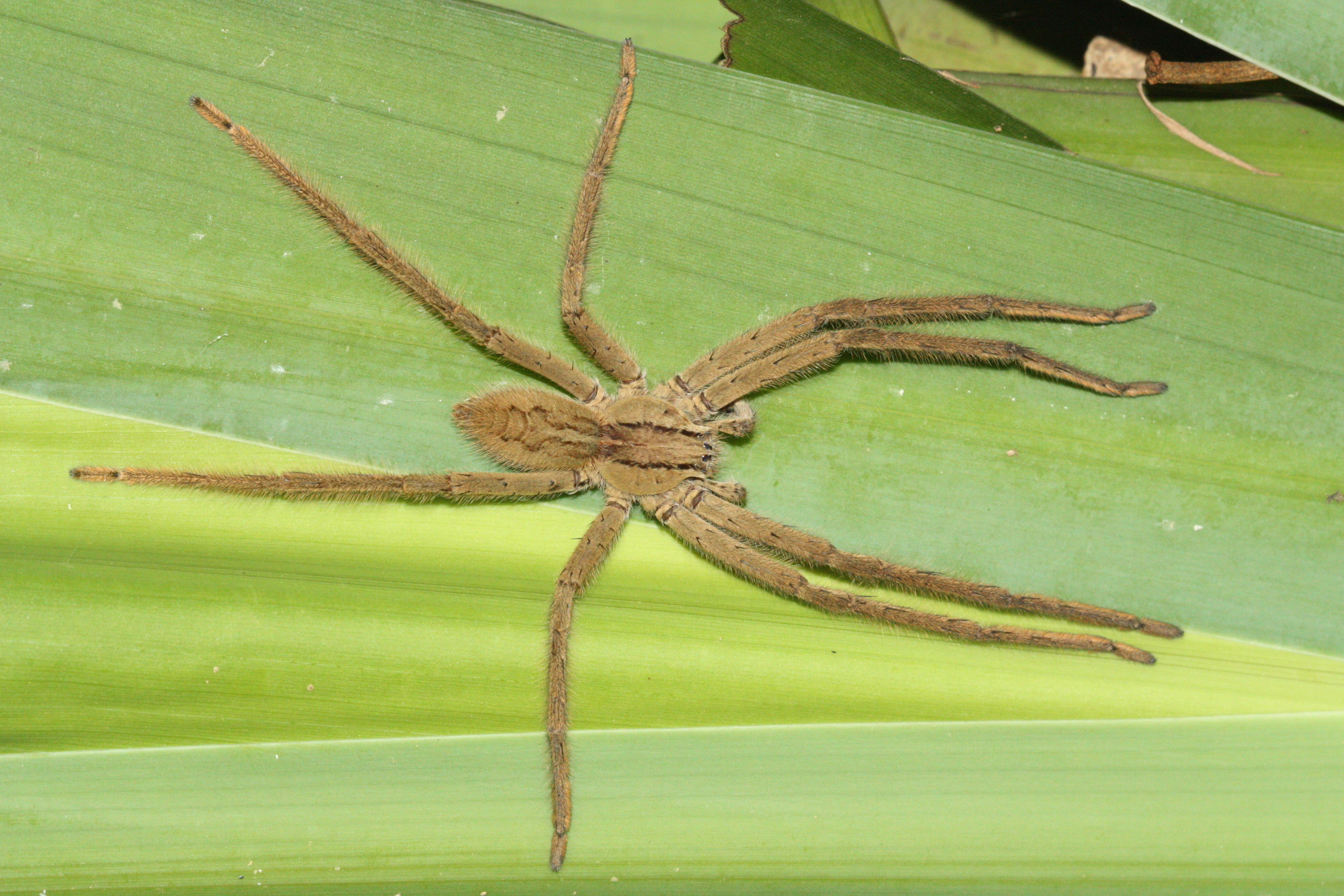
Männchen

Das weniger kräftig gebaute Männchen verfügt über schmaler ausfallende Beine, wodurch es langbeiniger als das Weibchen erscheint. Es ist wesentlich kontrastarmer gezeichnet und verfügt über eine gräuliche Grundfärbung.
Der Carapax des Männchens ist mit einem Medianband versehen, das aus zwei dunkleren Streifen gebildet wird. Dieses Medianband verläuft auf dem Opisthosoma weiter und wird dabei im Bereich der Herzregion breiter.

### Genitalmorphologische Merkmale
Die Bulbi (männliche Geschlechtsorgane) ähneln denen der nah verwandten Art Cupiennius coccineus. Ein einzelner Bulbus hat eine für die Gattung Cupiennius typische Apophyse (chitinisierter Fortsatz) am Embolus (letztes Sklerit bzw. Hartteil und Einfuhrorgan des Bulbus), der bei der Großen Wanderspinne robust, weit geschwungen und hakenförmig in Erscheinung tritt. Die für die Gattung ebenfalls typische Abophyse auf der Terminalseite (an der Grenze befindliche Seitenfläche) des Bulbus ist ähnlich geformt, wodurch sie dachartig hervorspringt.
Die Epigyne (weibliches Geschlechtsorgan) der Großen Wanderspinne weist eine annähernd quadratische Grundfläche auf und wirkt verglichen mit der der drei anderen ähnlichen großen Arten der Gattung robust. Die Mittellamelle ist hier sehr schmal und weist im Gegensatz zu denen der anderen Vertreter der Gattung keine Einbuchtungen auf. Diese sind bei der Großen Wanderspinne auf den zu beiden Seiten gelegenen Seitenplatten der Mittellamelle zu finden. Von allen Arten der Gattung Cupiennius tritt die Epigyne der Großen Wanderspinne in der größten Variabilität auf. Bemerkenswert ist außerdem, dass im Falle einer vorzeitigen Reifehäutung, die bei der Großen Wanderspinne eintreten kann, die Form der Epigyne noch der der unentwickelten aus dem Juvenilstadiums der Spinne ähnelt, aber bereits funktionsfähig ist.

### Ähnliche Arten
Die Große Wanderspinne wird gelegentlich mit anderen Vertretern der Gattung Cupiennius wie auch mit Spinnen der Gattung Phoneutria aus der Familie der Kammspinnen (Ctenidae) verwechselt.

#### Ähnlichkeiten mit anderen Arten der GattungCupiennius
Innerhalb der Gattung Cupiennius bestehen Verwechslungsgefahren lediglich mit den drei anderen ähnlich großen Arten der Gattung. Diese sind Cupiennius chiapanensis, Cupiennius coccineus und Cupiennius getazi. Alle vier Arten können jedoch leicht durch ihre Farbmuster unterschieden werden.

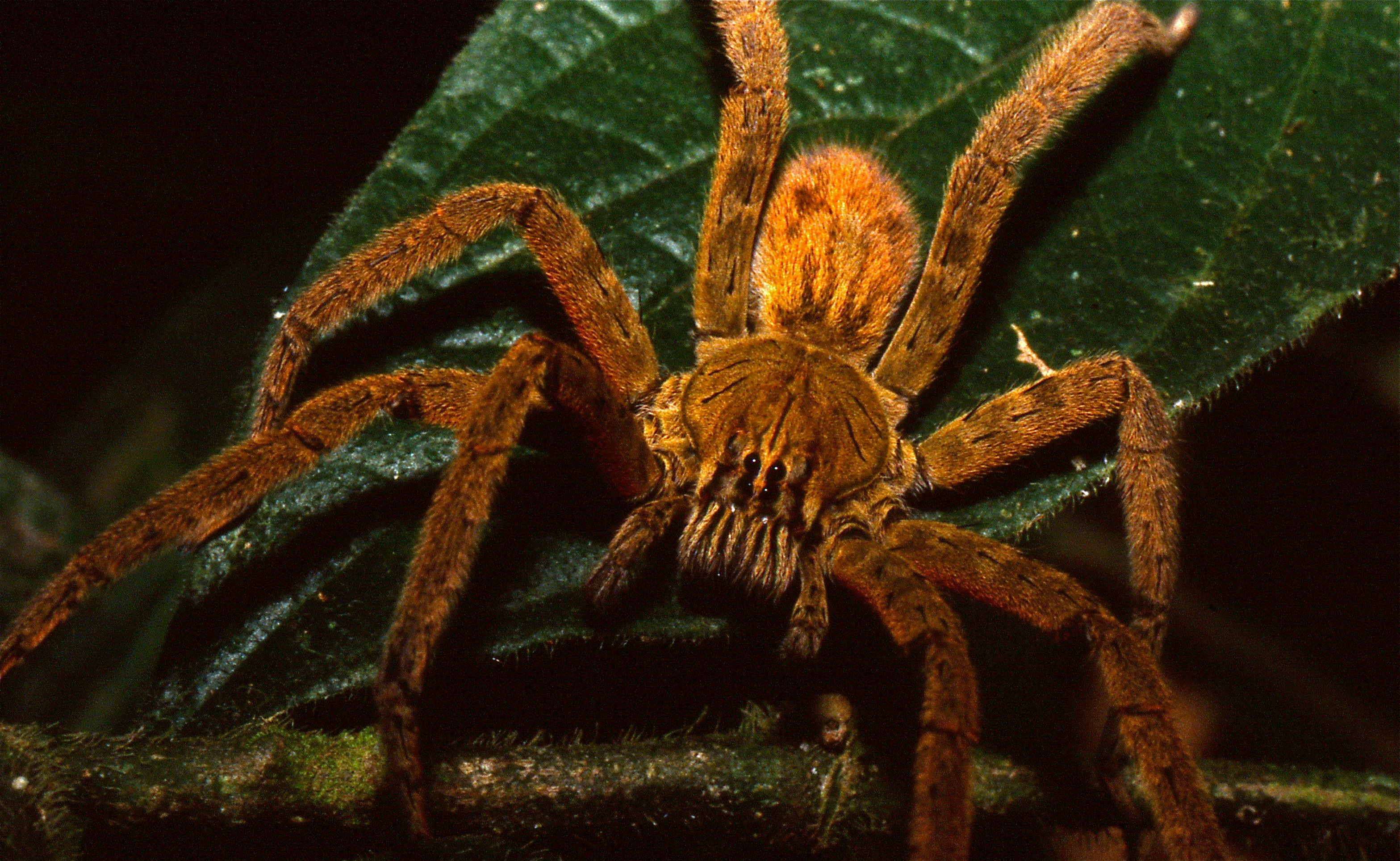
Weibchen von Cupiennius coccineus

C. chiapanensis hat als einzige Art der Gattung mit rötlichen Setae versehene Cheliceren (ähnlich einigen Phoneutria-Arten) und kann somit bereits anhand dieser Eigenschaft leicht von der Großen Wanderspinne unterschieden werden. Beim Weibchen von C. coccineus sind auf der Ventralseite der Femora des ersten und zweiten Beinpaares rote Setae vorhanden, nicht bei dem der Großen Wanderspinne. Das Männchen der Art, dessen Grundfärbung dorsal hellgrau, hellbraun bis mittelbraun oder leuchtend orange ist, ähnelt stärker dem der Großen Wanderspinne. Es weist keine Zeichnungselemente an den Beinen und an der Ventralseite auf, besitzt dafür aber im Gegensatz zum Männchen der Großen Wanderspinne auf der Dorsalseite ein Herzmal.

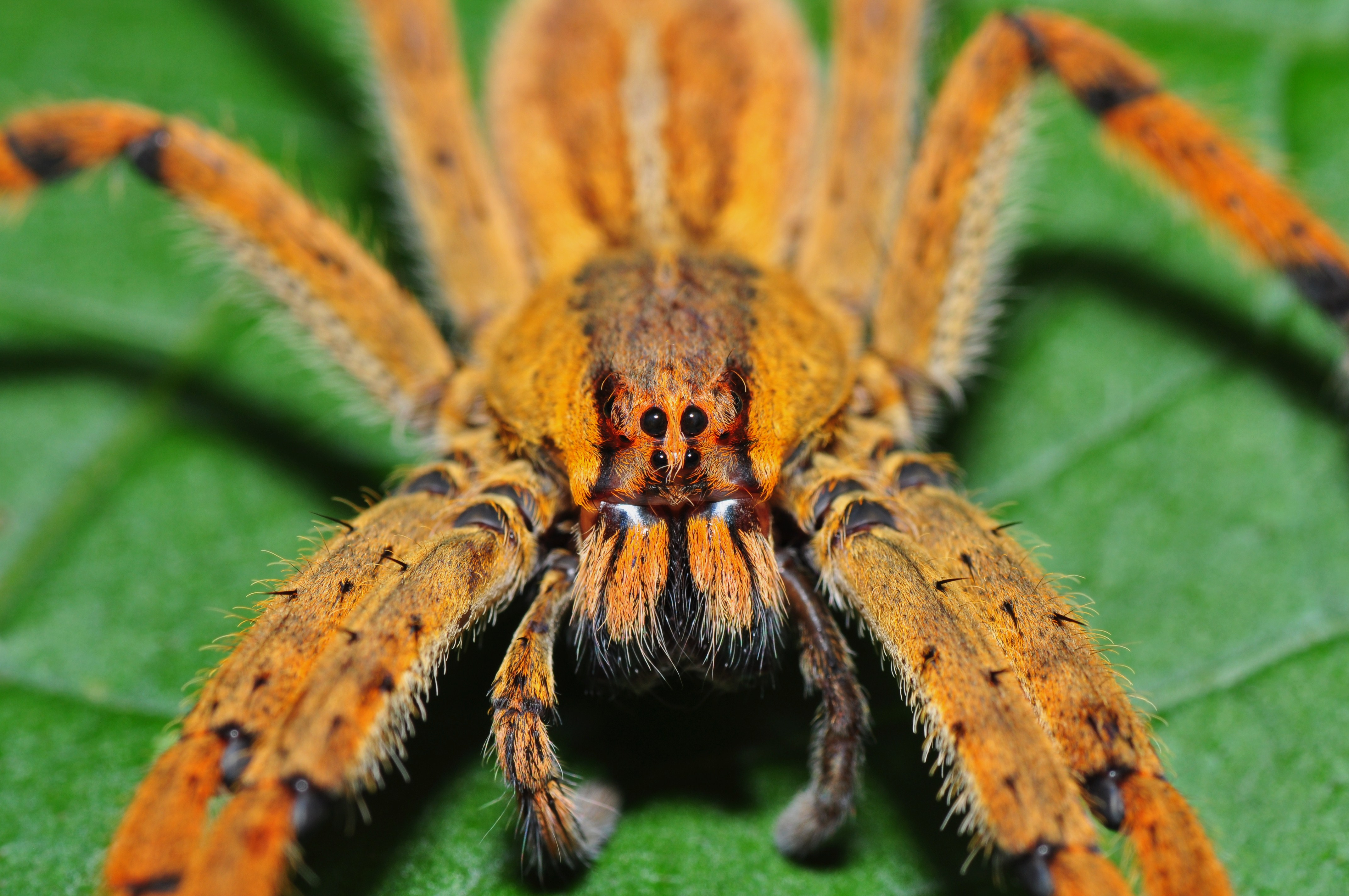
Weibchen von Cupiennius getazi

Sowohl Weibchen als auch Männchen von C. getazi unterscheiden sich bereits durch ihre orange bis graue (beim Weibchen gelegentlich hellbraune) Grundfärbung von denen der Großen Wanderspinne. Darüber hinaus weist C. getazi am Carapax ein dunkles Medianband und ein dunkelbraun gefärbtes Sternum sowie bei einigen Individuen dunkelbraune Coxae auf. Ein weiteres Eigenmerkmal von C. getazi sind die schwarzen Punkte auf der weißlichen Ventralseite der Femora aller Beinpaare. Auf der Dorsalseite des Opisthosomas befinden sich bei C. getazi außerdem ein dunkles Herzmal und invers verlaufende und v-förmige Streifungen, die an das Herzmal anschließen. Sowohl die Flanken des Carapaxes und des Opisthosomas sind bei C. getazi heller gefärbt.

#### Ähnlichkeiten mit Arten der GattungPhoneutria

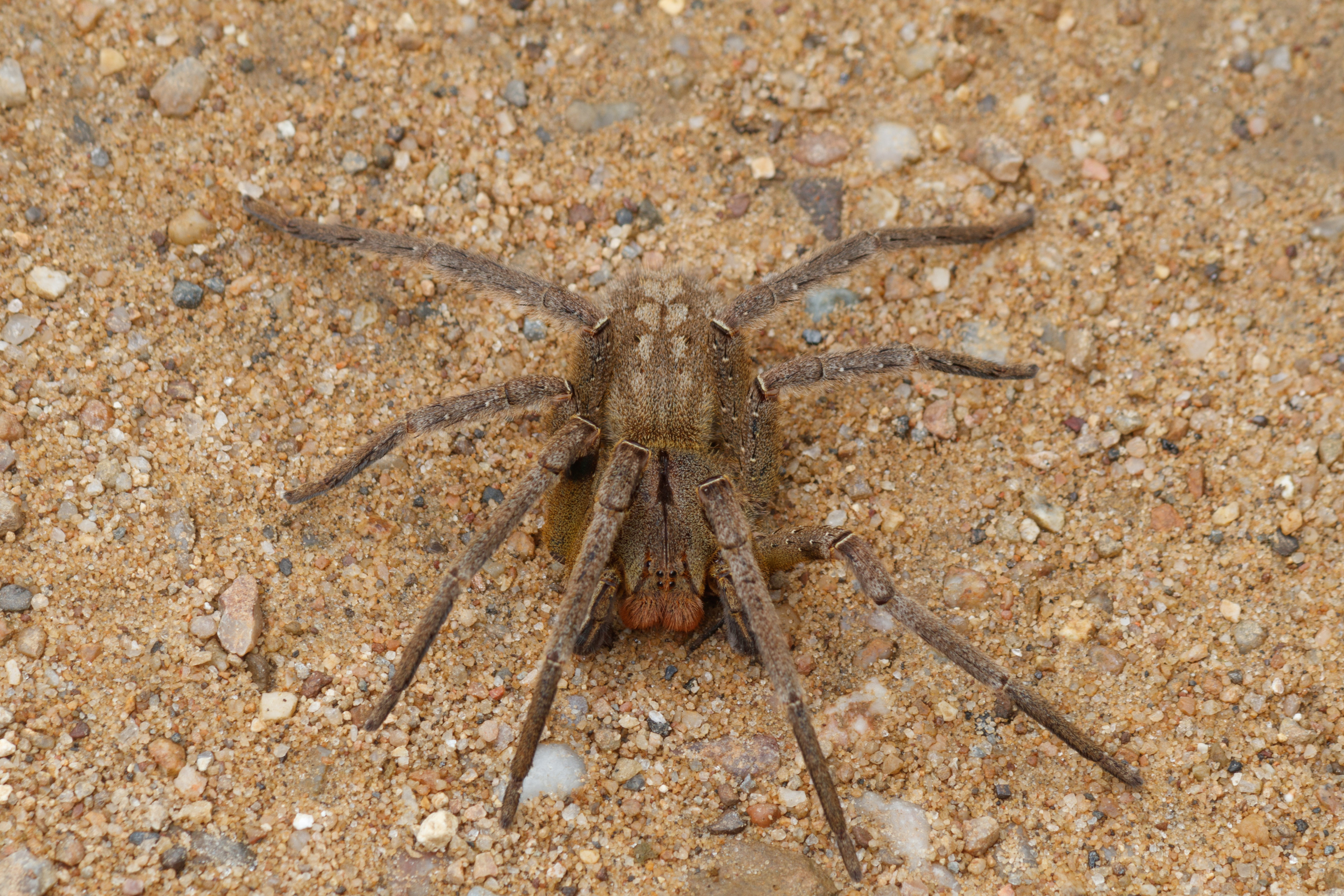
Weibchen der Brasilianischen Wanderspinne (Phoneutria nigriventer) aus der Familie der Kammspinnen (Ctenidae)

Es kam besonders früher zu Verwechslungen mit Arten aus der Gattung Phoneutria, die zur Familie der Kammspinnen (Ctenidae) zählen. Da diese Gattung anders als die Gattung Cupiennius für den Menschen potentiell gefährliche Arten, etwa die Brasilianische Wanderspinne (P. nigriventer) enthält, können solche Verwechslungen schwerwiegende Folgen haben, was besonders bei an exportierten Bananenstauden befindlichen Spinnen dieser Gattungen berücksichtigt werden soll.
Prägende Unterscheidungsmerkmale der Vertreter beider Gattungen sind mitunter die Größe und die Farbgebungen. Die Arten der Gattung Phoneutria sind meist größer und überdies weniger kontrastreich gefärbt. Außerdem hat die Große Wanderspinne wie fast alle Arten der Gattung Cupiennius anders als die der Gattung Phoneutria keine mit rötlichen Setae versehene Cheliceren. Ein weiterer Unterschied ist der Verbreitungsschwerpunkt, der bei der Gattung Phoneutria in Süd- und bei der Gattung Cupiennius einschließlich der Großen Wanderspinne in Mittelamerika liegt.

## Vorkommen

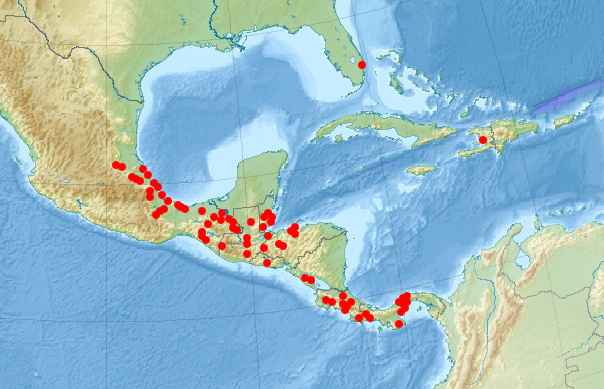
Nachweiskarte der Großen Wanderspinne

Die Große Wanderspinne ist im Süden Mexikos und vorwiegend in Mittelamerika einschließlich Haiti vertreten. Nördlich reicht das Verbreitungsgebiet bis zum mexikanischen Bundesstaat Veracruz, während es nach Süden hin in Honduras endet. Nachgewiesen ist die Art in Höhen zwischen 500 und 1.250 Metern über dem Meeresspiegel.
1904 wurde ein Exemplar der Großen Wanderspinne in der im US-Staat Florida gelegenen Stadt Lake Worth gefunden. Dieser Fund blieb allerdings ein Einzelfall, und auch von anderen Arten der Gattung Cupiennius wurden danach keine weiteren Exemplare in Florida gesichtet. Deshalb wird vermutet, dass dieses Tier wie andere außerhalb des bekannten Verbreitungsgebiets gesichtete Exemplare durch Bananenexporte nach Lake Worth gelangte.

### Lebensräume

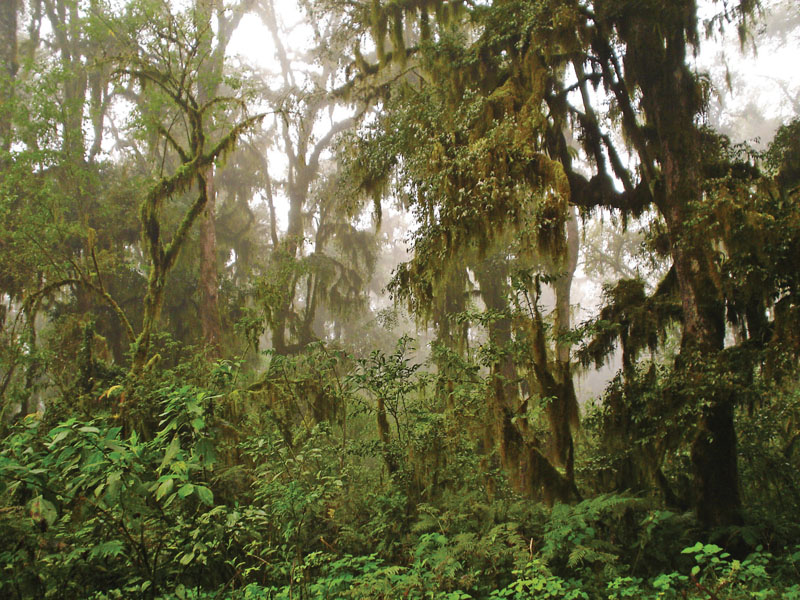
Regenwald im Nationalpark Celaque in Honduras, einem der Lebensräume der Großen Wanderspinne.

Das Habitat der Großen Wanderspinne sind die tropischen Regenwälder ihres Verbreitungsgebiets. Dort bewohnt sie verschiedene Bäume, die mit Epiphyten (Pflanzen, die auf anderen Pflanzen wachsen), Zweigen und Moos bedeckt sind und somit Schutz vor der Witterung bieten.

### Auftreten in Bananenplantagen

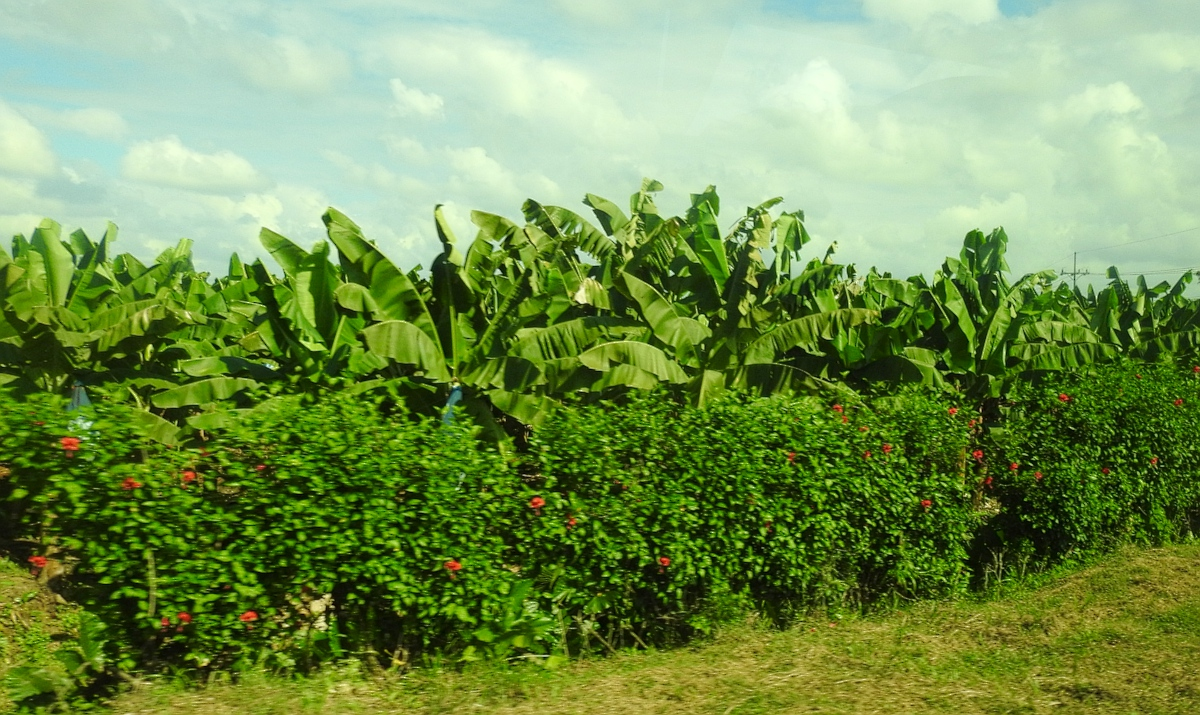
Plantage der Dessertbanane (Musa × paradisiaca) in Costa Rica

Die Große Wanderspinne wird nicht selten in Plantagen der Dessertbanane (Musa × paradisiaca) vorgefunden, da diese zu den von der Art bevorzugten Pflanzen zählt, die als Rückzugsort angenommen werden (s. Abschnitt „Bevorzugte Pflanzen als Rückzugsort“). Aufgrund dessen kann es zu Exporten von in den Stauden versteckten Spinnen in andere Kontinente kommen (s. Abschnitt „Einfuhr durch Bananenfrüchte und Reaktionen“).
Da die Dessertbanane im Verbreitungsgebiet der Großen Wanderspinne eigentlich nicht heimisch ist, sondern dort nur auf Plantagen angebaut wird und somit in diesem Gebiet anderweitig nicht zu finden ist, existiert hier bedingt durch das gehäufte Auftreten der Spinne an angebauten Pflanzen der Dessertbanane Forschungsbedarf. Es wird vermutet, dass die Große Wanderspinne sich aufgrund von Bromeliengewächsen, die an den Bananenpflanzen befindlich sein können, auf die Dessertbanane als Mikrohabitat angepasst hat. Bei den dort nachgewiesenen Bromeliengewächsen handelt es sich um epiphytische, im Blattwerk der Dessertbanane vorkommende Arten, die als vermuteter und somit noch nicht als bestätigter Rückzugsort der Großen Wanderspinne dienen können. Ein ähnliches Phänomen konnte ebenfalls bei im Vorkommensgebiet der Spinne angelegten Kaffeepflanzungen beobachtet werden.

## Lebensweise
Wie alle Arten der Gattung Cupiennius (und überdies wie viele Spinnen aus der Überfamilie der Lycosoidea) ist die Große Wanderspinne nachtaktiv und lebt am Tag zurückgezogen. Wie die anderen Arten der Gattung zeigt die Große Wanderspinne eine Vorliebe für Verstecke in Pflanzen, die in den Blattwerken und Blütenständen angelegt werden. Zum Finden eines geeigneten Unterschlupfes wird die Sehfähigkeit genutzt.
Ab der Abenddämmerung wird die Große Wanderspinne dann aktiv und unternimmt entsprechend ihrem Trivialnamen gelegentlich weitläufige Wanderungen, ist dabei durch die Gebundenheit an die oben genannten Pflanzen allerdings nur auf diesen anzutreffen. Während der Wanderung spannt die Spinne hinter sich einen Sicherheitsfaden.

### Bevorzugte Pflanzen als Rückzugsort

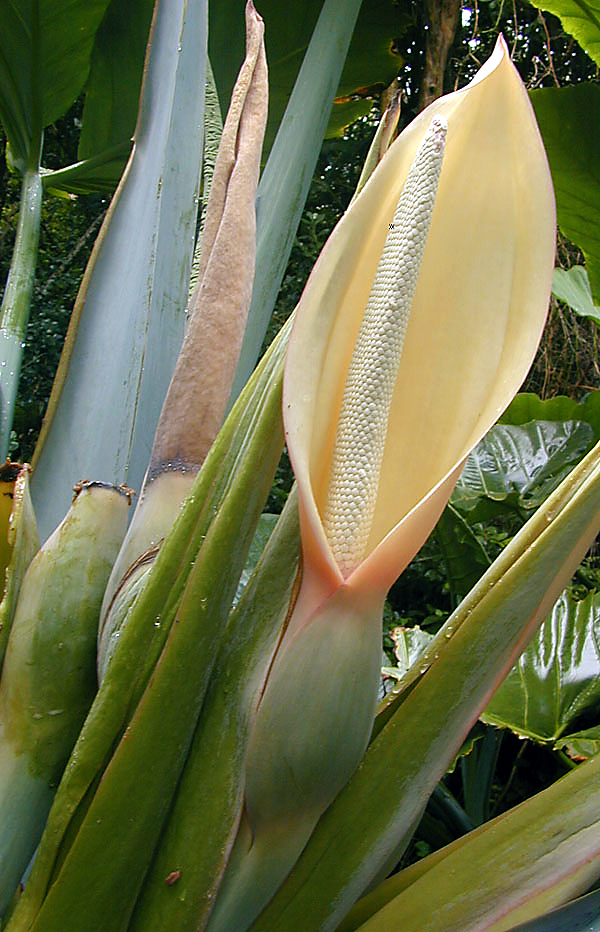
Die Spatha, bzw. Blütenscheide der Tannia (Xanthosoma sagittifolium) zählt zu den bevorzugten Rückzugsorten der Großen Wanderspinne.

Zu den von der Großen Wanderspinne bevorzugten Pflanzen als Mikrohabitat zählen das Amaryllisgewächs Furcraea guatemalensis, die Tannia (Xanthosoma sagittifolium), verschiedene Arten der Gattung Bogenhanf (Sansevieria), die Arten Aechmea bracteata, Aechmea lueddemanniana und Aechmea mexicana aus der Familie der Bromeliengewächse und die im Verbreitungsgebiet der Art lediglich in Plantagen angebaute Dessertbanane (Musa × paradisiaca).
Das kräftige Blattwerk oder die Blütenstände dieser Pflanzen bietet gute Möglichkeiten für Verstecke, obgleich die Anlage eines solchen Verstecks vom Habitus der jeweiligen Pflanze abhängt. Nicht selten werden aber einfach die kelchartigen Blütenstände oder das Blattwerk dieser Pflanzen, die lediglich nach oben hin geöffnet sind, ohne große Bearbeitungen seitens der Spinne als Rückzugsort angenommen. Bei den drei von der Großen Wanderspinne als Versteckmöglichkeiten angenommenen Bromeliengewächsen der Gattung Aechmea konnte zusätzlich beobachtet werden, dass diese Spinnen dort befindliche offene Räume zwischen Pflanzenteilen, etwa solche zwischen zwei oder drei benachbarten Blättern, mithilfe von Spinnenseide verschlossen oder die Blätter dieser Pflanzen an ihren Rändern umbogen und somit zu einer Röhre umgestalteten. Den Halt dieser Röhren sicherten sie ebenfalls mit Spinnenseide. Am Tag sind versteckte Individuen der Großen Wanderspinne an diesen Pflanzen oftmals in großer Zahl anzutreffen.
Der Großen Wanderspinne bietet es mehrere Vorteile, sich in diesen Pflanzen zu verstecken. So verbirgt sie sich vor möglichen Prädatoren (Fressfeinden). Ferner schützt sie sich dort vor direkter Sonneneinstrahlung und Austrocknung, da die Luftfeuchtigkeit in den Blattwerken und Blütenständen dieser Pflanzen tagsüber deutlich weniger zurückgeht, als im direkten Umfeld der Pflanzen. Bei Aufenthaltsbereichen von Individuen der Großen Wanderspinne an Pflanzen der Dessertbanane wurde am Tagesbeginn eine Luftfeuchtigkeit von über 90 % ermittelt, die mittags auf gut 67 % herabgesunken ist. Man spricht hierbei aufgrund der Abwandlungen von Temperatur und Luftfeuchtigkeit von einem Mikroklima innerhalb dieser Pflanzenwerke. Außerdem nutzt die Spinne die Pflanzen als Übertragungskanäle für Schwingungssignale: So empfängt sie Vibrationen, die von potentiellen auf der Pflanze befindlichen Beutetieren stammen und kann diese damit leichter orten. Außerdem spielen die übertragenen Vibrationen auch bei der Balz eine wichtige Rolle.

### Jagdverhalten
Die Große Wanderspinne lebt wie fast alle Spinnen räuberisch und jagt wie die meisten Vertreter der Überfamilie freilaufend und somit ohne Spinnennetz. Obgleich die bevorzugte Fangmethodik der des Lauerjägers entspricht, wartet die Große Wanderspinne wie andere Arten der Gattung Cupienius mit einem großen Spektrum an Jagdstrategien auf.

#### Ablauf des Beutefangs
Der Beutefang gliedert sich in mehrere Abschnitte, die allerdings je nach Jagdtaktik variieren können. Als Lauerjäger verweilt die Spinne bevorzugt an einer Sitzwarte und lauert dort Beutetieren auf. Beobachtungen, dass die Spinne sich an ausgemachte Beutetiere anschleicht, existieren jedoch auch. Entsprechend ihrem Trivialnamen unternimmt die Große Wanderspinne in ihrer Aktivitätszeit nicht selten weitläufige Wanderungen und ändert die Position für die Lauerwarte jede Nacht.
Der erste Schritt für eine erfolgreiche Jagd seitens der Spinne ist die erstmalige Registrierung und Ortung eines Beutetieres, für die bevorzugt der Vibrationssinn der Spinne zum Einsatz kommt. Obgleich die Große Wanderspinne über einen gut entwickelten Sehsinn verfügt, nutzt sie diesen für die Jagd weniger bis gar nicht. Insbesondere die Schwingungssignale, die die Spinne von Beutetieren empfängt, die sich auf den von der Großen Wanderspinne bevorzugten Pflanzen aufhalten, spielen für das Orten dieser Beute eine wichtige Rolle.
Gelangt ein Beutetier in unmittelbare Nähe oder berührt es die Spinne, stürzt sie sich innerhalb von 200 bis 700 Millisekunden auf das Beutetier. Dafür zieht die Spinne zuerst das vorderste Beinpaar dicht an den Körper und beginnt zeitgleich vorwärts zu springen. Mit dem gleichen Beinpaar wird das Beutetier dann gegriffen und anschließend zumeist mit den zwei vorderen Beinpaaren festgehalten. Bei kleineren Beutetieren genügt außerdem ein Griff durch die Tarsi. Lediglich größere oder wehrhafte Beutetiere werden von der Spinne mit allen vier Beinpaaren gehalten und mithilfe der Beine gänzlich umklammert. Die Beine einer Körperseite können sich in jeweils eine Richtung bewegen. Es ist genauso möglich, dass zum Beispiel der Tarsus des jeweils ersten Beinpaares mediad (zur Innenseite) bewegt wird, während sich der des zweiten Beinpaares der gleichen Körperseite in die entgegengesetzte Richtung bewegt und dann sofort zurückspringt. Sehr oft wird jeweils nur ein Bein beschleunigt. Es ist jedoch auch möglich, dass sich mehrere Beine gleichzeitig schnell bewegen, um beispielsweise ein Beutetier im Gleichgewicht zu halten oder es an der Flucht zu hindern. Die Spinne nutzt vermutlich die Pedipalpen für die Positionierung von Beutetieren. Die Beine der Großen Wanderspinne können in beachtlicher Geschwindigkeit bewegt werden, insbesondere die Tarsalklauen. Sie kommen vorzugsweise beim Ergreifen von Beutetieren zum Einsatz. Bei Dokumentierungen mittels Filmen, die je 1000 Bilder pro Sekunde enthielten, wurden Bewegungsgeschwindigkeiten der Beine von drei bis vier Millimetern pro Millisekunden erwiesen. Während einer einzelnen Bewegung steigt die Geschwindigkeit zuerst langsam an und erreicht dann ein konstantes Niveau, bis die Bewegung schließlich abnimmt und gänzlich aufhört.
Kurz vor dem Biss werden die beweglichen Stacheln an den Extremitäten aufgerichtet. Konnte das Beutetier in eine dafür günstigen Position gerückt werden, wird die Spinne diesem anschließend mithilfe der Cheliceren einen Giftbiss versetzen und es somit flucht- und kampfunfähig machen. Bis der Biss eintritt, können 20 bis 400 Millisekunden (je nach Positionierung und Gegenwehr des Beutetiers) nach dem Zupacken vergehen. Dann löst die Spinne auch die Beine vom Beutetier und hält es lediglich mit den Cheliceren fest.
Der gespannte Sicherheitsfaden verhindert weitestgehend, dass die Spinne während des Beutefangs abstürzt, oder, falls sie doch fällt, Verletzungen davonträgt. Dies liegt daran, dass das weiche Opisthosoma durch den Faden bei einem Fall oben gehalten wird und die Spinne mit den Beinen oder dem Prosoma, die besser geschützt sind, auflandet. Muss sich die Spinne fortbewegen, wird der Sicherheitsfaden verlängert.
Die Beute wird kurz vor dem Verzehr eingesponnen, was vermutlich dazu dient, dass keine empfindlichen Bestandteile der Beute, etwa Extremitäten, abbrechen. Zum Schluss klettert die Spinne mit dem Beutetier in eine erhöhte Position und verzehrt dieses dort.

#### Beutespektrum und Präventionsmaßnahmen von Schwärmern

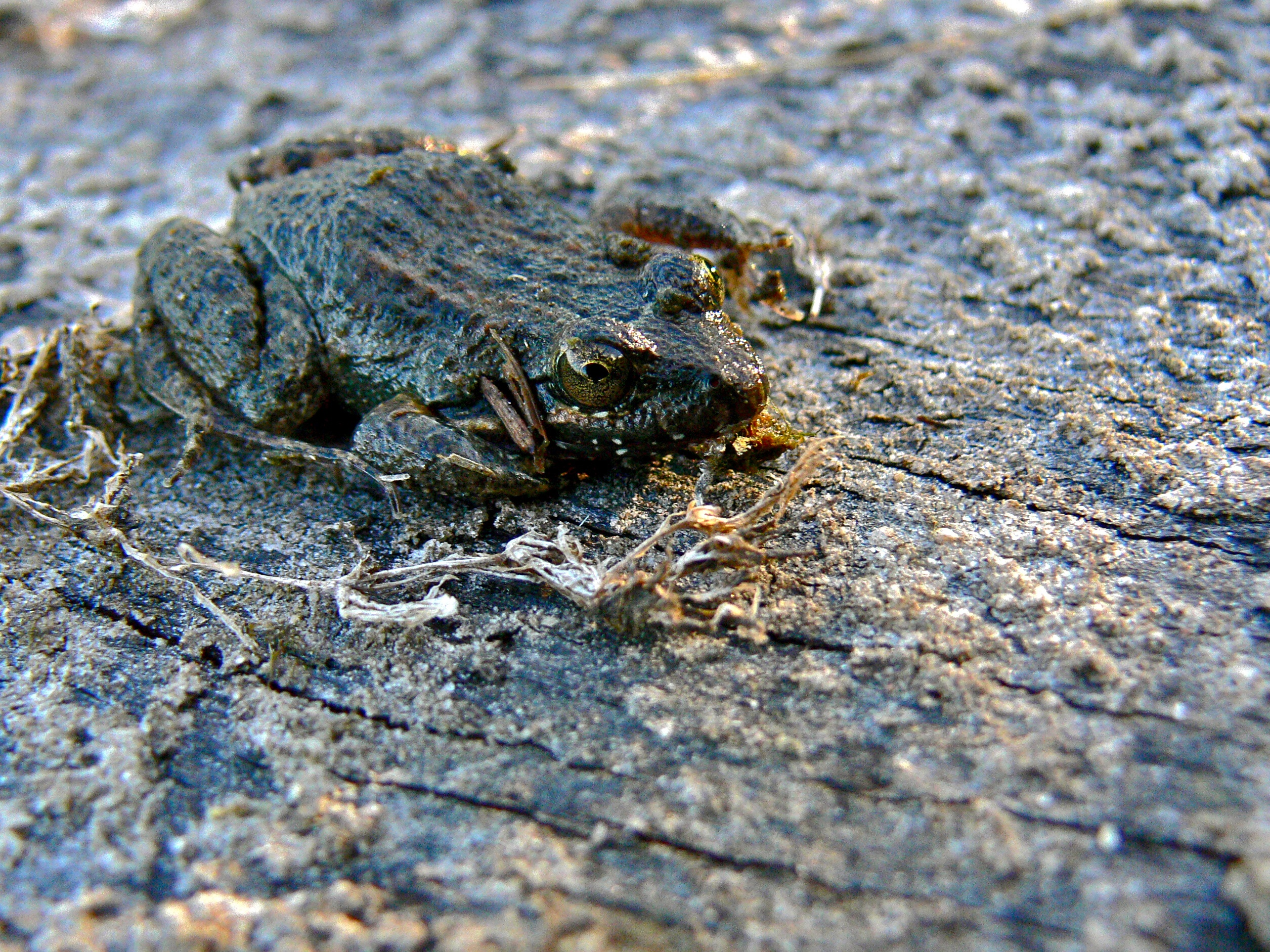
Kleinere kletterfreudige Frösche wie Leptodactylus melanonotus zählen zu den häufigen Beutetieren der Großen Wanderspinne.

Bedingt durch ihre effektive Jagdmethode weist die Große Wanderspinne ein breites Beutespektrum auf, das unter anderem eine große Anzahl an Gliederfüßern umfasst. Den Hauptbestandteil der Beute bilden allerdings Schaben. Weitere bekannte Beutetiere unter den Arthropoden sind verschiedene Heuschrecken, Zweiflügler, Nachtfalter, Hautflügler und Käfer.
In das Beuteschema der vergleichsweise großen Spinne fallen neben anderen Arthropoden zusätzlich kleine Wirbeltiere, etwa kleinere Reptilien oder Frösche. Ferner existieren Berichte von Kaulquappen, die sich in wassergefüllten Trichtern von Bromeliengewächsen befanden und von der Großen Wanderspinne sowie anderen Arten der Gattung Cupiennius erbeutet wurden. Unter Laborbedingungen konnte auch das erfolgreiche Erbeuten von Labormäusen seitens der Spinne beobachtet werden.

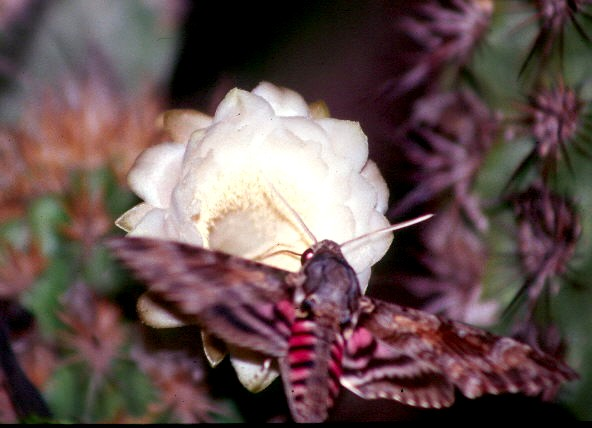
Einige Schwärmer wie Agrius cingulata sind durch den sog. „Pendelflug“ vor der Großen Wanderspinne weitestgehend sicher.

Aufgrund des hohen Jagderfolges der Großen Wanderspinne und anderer Arten der Gattung Cupiennius haben einige Arten der Schwärmer unterschiedliche Methoden entwickelt, deren Beutezügen zu entgehen. Einige üben das sogenannte „Blütenspringen“ aus und verweilen somit nur sehr kurz an einer Blüte, was einer dort lauernden Spinne den Zugriff deutlich erschwert. Andere können durch ihren langen Saugrüssel den Nektar der Pflanze aus der Distanz aufnehmen und somit einen Zugriff der Spinne verhindern. Wieder andere, etwa Agrius cingulata oder Neococytius cluentius,  weisen die wirkungsvollsten Präventivmaßnahmen auf: Sie besitzen einen langen Rüssel und umschwirren während der Nahrungsaufnahme mit dem „Pendelflug“ die Blüten.

### Lebenszyklus
Der vielfältige Lebenszyklus der Großen Wanderspinne ist wie bei anderen Spinnen in mehrere Etappen gegliedert. Eine unterbrochene Phänologie (Aktivitätszeit) existiert dabei wie bei anderen Regenwaldbewohnern nicht, womit auch die Große Wanderspinne ganzjährig aktiv ist.

#### Anlegen des Spermanetzes
Ein geschlechtsreifes Männchen der Großen Wanderspinne legt wie bei anderen Spinnen ein sog. Spermanetz an, das der Aufnahme des Spermas dient und je nach Größe des Männchens auch hinsichtlich seiner Dimensionen variieren kann. Dieses wird bei der Art in der Vegetation angelegt. Ein Männchen fertigt sein erstes Spermanetz acht bis zehn Tage nach der Reifehäutung und, sofern Paarungen stattgefunden haben, ein bis zwei Tage nach jeder Paarung. Dabei betupft das Männchen das Spermanetz mit Sperma und positioniert sich anschließend so über dem Spermanetz, dass dessen Sternum sich genau über dem Sperma befindet. Dann greift es mit seinen Pedipalpen unter das Spermanetz und nimmt abwechselnd über beide Bulbi das Spermasekret auf. Bei diesem Prozess handelt es sich um eine indirekte Spermaaufnahme.

#### Annäherung und erste Kontaktaufnahme durch Vibrationen
Nach der Spermaaufnahme begibt sich das Männchen auf der Suche nach einem Weibchen. Um Männchen anzulocken, versieht ein geschlechtsreifes Weibchen seine Sicherheitsfäden mit arteigenen Pheromonen, mithilfe derer ein Männchen schließlich zu einem Weibchen geleitet werden kann. Der Bestandteil der Pheromone wurden als schwefelhaltiges Dimethylcitrat mit einer glycosidischen Bindung von 1,1' identifiziert. Das Männchen nimmt diese Pheromone durch dafür empfängliche Sinneszellen auf, die sich an den Porenspitzen der Sensillen befinden und Berührungen mit den Pheromonen registrieren.
Eine erste Kontaktaufnahme zwischen Männchen und Weibchen findet bereits aus einiger Distanz statt. Die vom Weibchen abgesonderten Pheromone lösen beim Männchen Vibrationen aus, deren Schwingungen auf den Untergrund übertragen wird. Hierbei spielen die von der Großen Wanderspinne bewohnten Pflanzen eine wichtige Rolle, da diese Vibrationen sich nur auf diese Pflanzen übertragen lassen, bedingt durch deren Aufbau und die Anpassung seitens der Großen Wanderspinne an diese Pflanzen. Das Weibchen antwortet mit einer kurzen Vibration, die dennoch vom Männchen aus Entfernungen von über einem Meter wahrgenommen werden kann. Mithilfe dieser Vibrationen kann ein Männchen also zusätzlich zu den vom Weibchen abgegebenen Pheromonen zu diesem geleitet werden.
Die Frequenz der übertragenen Vibrationen beträgt durchschnittlich 76 Hertz. Diese Methode der Kommunikation wird bei Störgeräuschen oder -bewegungen an der Pflanze nicht unterbrochen; eine Kommunikation sowie eine Zusammenfindung beider Geschlechtspartner ist auch unter solchen Umständen möglich.

#### Balz und Paarung
Hat ein paarungsbereites Männchen ein Weibchen aufgefunden, beginnt es mit einem Balzverhalten, wobei es auf die Oberfläche trommelt und sein Opisthosoma wippt. Ist das Männchen dafür nah genug an das Weibchen gelangt, streicht es seine Partnerin mit den Beinen. Das Balzverhalten kann mehrere Stunden dauern. Ein paarungswilliges Weibchen antwortet ebenfalls durch das Wippen seines Opisthosomas und einer Annäherung an das Männchen.
Erwidert das Weibchen die Paarungsbereitschaft, erfolgt die Paarung. Bei dieser steigt das Männchen frontal auf das Weibchen, womit beide übereinander befindlichen Geschlechtspartner jeweils in die entgegengesetzte Richtung blicken. Diese Paarungsstellung ist bei Spinnen der Überfamilie der Lycosoidea üblich. Für die Übertragung des Spermas führt das Männchen abwechselnd seine Bulbi in die Epigyne des Weibchens.

#### Kokonbau und Eiablage
Einige Zeit nach der Paarung wird ein begattetes Weibchen bedingt durch den erhöhten Bedarf an Nährwerten gefräßiger, und sein Opisthosoma schwillt infolge der darin heranreifenden Eier an. Darüber hinaus beginnt das Weibchen zwei bis drei Tage vor der Herstellung des ersten Eikokons ein Gespinst anzulegen, das als Versteck für den Kokon dient. Dieses ähnelt den Wohngespinsten von Vogelspinnen der Gattung Avicularia mit dem Unterschied, dass es nicht röhrenförmig ist, sondern von der Form her dem Ausschnitt einer Kugel ähnelt. Dabei kann die Form allerdings je nach Pflanze, an der das Gespinst gefertigt wird, variieren. Ein Bromelientrichter etwa wird ebenfalls wie bei der Gattung Avicularia bearbeitet. Dieses Verhalten kann aber auch aussetzen, sodass das Weibchen kein Gespinst für diesen Zweck anlegt.
Das Weibchen nimmt während dieser Zeit keine Nahrung mehr zu sich und beginnt dann für den Kokonbau eine vertikal gesponnene Unterlage mit einem Durchmesser von gut 12 Zentimetern anzulegen. In dessen Mitte fertigt das Weibchen dann die Grundfläche des Kokons, die einen Durchmesser von 2,2 bis 3,4 Millimetern aufweist. Daraufhin folgt der Aufbau der Seitenflächen des halbkugelförmigen Eikokons, bei dem oben noch eine Öffnung verbleibt. Durch diese legt die Spinne nun etwa 1.500 bis 2.500 Eier innerhalb von neun Minuten hinein. Die Öffnung wird dann verschlossen und die Fäden des Kokons in kleinen Schlingen angebracht, womit sich eine polsternde sowie isolierende Gespinstschicht ergibt. Der noch immer im Aufbau befindliche Eikokon wird anschließend von der Spinne mithilfe ihrer Cheliceren und Pedipalpen von der Unterlage getrennt und umsponnen und erhält dabei eine kugelige Gestalt. Der gesamte Aufbau des Kokons dauert gut 180 Minuten. Der Kokon erscheint anfangs noch weißlich und nimmt nach einiger Zeit einen bläulichgrauen Farbton an.

#### Bewachung des Eikokons
Der vollendete Eikokon wird ähnlich wie bei Wolfsspinnen (Lycosidae) von der Spinne an den Spinnwarzen angeheftet mit sich getragen. Dabei verbleibt die werdende Mutterspinne allerdings in dem Gespinst und nimmt weiterhin keine Nahrung zu sich.
Im Falle einer Bedrohung nimmt ein Weibchen mit einem Eikokon zuerst eine der diverser Vogelspinnenartiger oder manchen Spinnen der Überfamilie der Lycosoidea (z. B. der Brasilianischen Wanderspinne (Phoneutria nigriventer)) ähnelnde Drohgebärde ein, bei der das erste Beinpaar und die Pedipalpen erhoben werden und somit die Warnfarben auf der Ventralseite des Körpers und an den Beinen der Spinne zur Geltung kommen. Dieses Verhalten wird lediglich von Weibchen angewandt, die einen Eikokon bewachen. Andernfalls versuchen Individuen der Großen Wanderspinne sich hinter Pflanzenteilen zu verstecken. Bei Wirkungslosigkeit der Drohgebärde konnte bei Weibchen, die sich in der Nähe von Blatttrichtern der Bromelienart Aechmea bracteata befanden, in denen sich 110 bis 250 Milliliter Wasser ansammeln können, beobachtet werden, dass die Spinnen ihre Eikokons mit den Vorderbeinen ergriffen und vor das Prosoma positionierten. Anschließend begaben sich die beobachteten Tiere mitsamt den Kokons in das im Blatttrichter der Bromelie angesammelte Wasser und verblieben 30 bis zu 90 Minuten unter der Wasseroberfläche, ehe sie wieder auftauchten. Bei sich wiederholenden Störungen verließen die Tiere mit den Kokons die von ihnen bewohnten Blatttrichter und sprangen auf andere nahegelegene Pflanzen. Den in einem Eikokon befindlichen Eiern schaden derartige Tauchgänge nicht, was vermutlich dadurch ermöglicht wird, dass in dem Kokon durch dichte Gespinste große Mengen an Luft gespeichert sind, die das Erhalten der Eier unter Wasser für diesen Zeitraum ermöglichen.
Ein begattetes Weibchen stellt nacheinander mehrere Eikokons her. Dabei handelt es sich zumeist um drei. Die höchste Anzahl von Eikokons, die von einem Weibchen der Großen Wanderspinne hergestellt wurden, beträgt fünf. Die Zeitabstände zwischen den Kokonherstellungen sind von der Menge der vom Weibchen aufgenommenen Nahrung abhängig.

#### Inkubation und Schlupf
Der Kokon wird von dem Weibchen, das diesen geschaffen hat, mit der Zeit immer mehr gelockert und kurz vor dem Schlupf mittels seiner Cheliceren mit einigen Löchern versehen, die als Austrittsstelle für die Jungtiere dienen. Es wird vermutet, dass endogene (aus inneren Ursachen entstehende) Ursachen das Weibchen dazu zum notwendigen Zeitpunkt veranlassen. Der durchlöcherte Kokon wird anschließend zwischen verschiedenen Pflanzenteilen und zumeist außerhalb des Nestes an einigen Fäden vom Weibchen aufgehängt. Der Zeitpunkt des Schlupfes der Jungtiere hängt von der Temperatur ab. Bei einer konstanten Temperatur von 25 °C konnte bei den von einem in Gefangenschaft untersuchten Weibchen geschaffenen Eikokons bereits 25 bis 28 Tage nach der Fertigung des jeweiligen Kokons der Schlupf erfolgen, bei konstanten 20 °C hingegen erst nach 45 Tagen. Anders als bei einigen andere Spinnen scheinen Weibchen der Großen Wanderspinne ihre Eikokons wohl unter keinen Umständen zu verzehren.

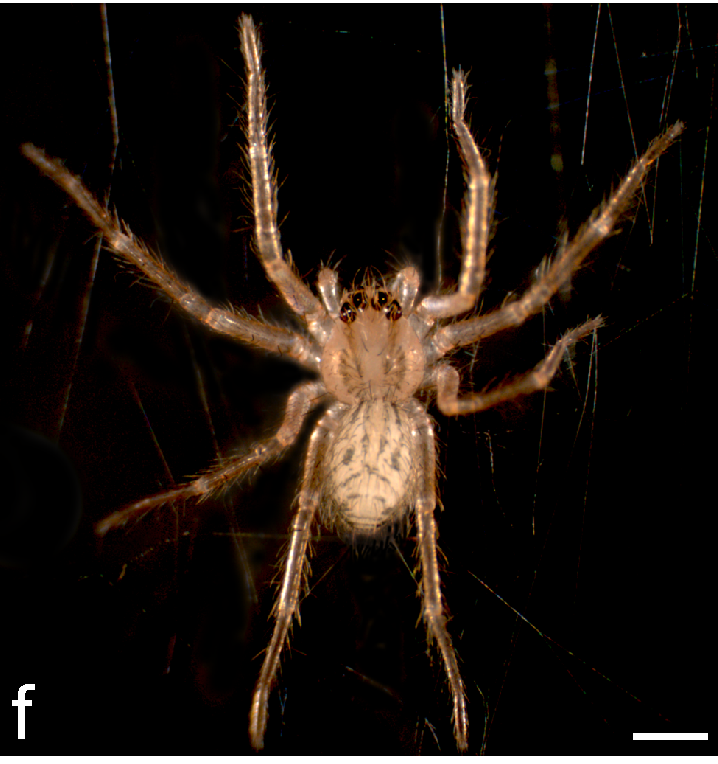
Jungtier in der zweiten Fresshaut, noch in der Nähe des Eikokons befindlich.

Die Jungtiere verlassen nun den Kokon, sobald sie sich im Nymphenstadium befinden, und bilden eine traubenförmige Formation um diesen herum. Außerdem häuten sie sich dort einmalig. Da bereits die Jungtiere beim Fortlaufen Sicherheitsfäden anlegen, weitet sich die Traube aus den Jungtieren mit der Zeit. Sobald nach etwa neun Tagen der am nun leeren Kokon befindliche Dottervorrat aufgebraucht ist, beginnen die Jungtiere sich zu verstreuen. Ab jetzt ist eine vermehrte Bereitschaft zum Kannibalismus unter den Jungtieren zu vermerken. Dazu seilen sich diese an einem Spinnfaden bis zu 70 Zentimeter ab und besiedeln so benachbarte Pflanzen oder Blätter. Dieses Phänomen wird als »Drop and swing dispersal behaviour« (abgekürzt DASDB) bezeichnet. Durch Winde kann die Reichweite aufgrund der dadurch ausgelösten seitlichen Bewegungen erhöht werden. Durch das DASDB können von den Jungtieren nur nah gelegene Habitate besiedelt werden, was allerdings die stabilen Populationen der Großen Wanderspinne als auch von Cupiennius coccineus sowie Cupiennius getazi in ihren natürlichen Verbreitungsgebieten erklären könnte.

#### Heranwachsen der Jungtiere und Lebenserwartung

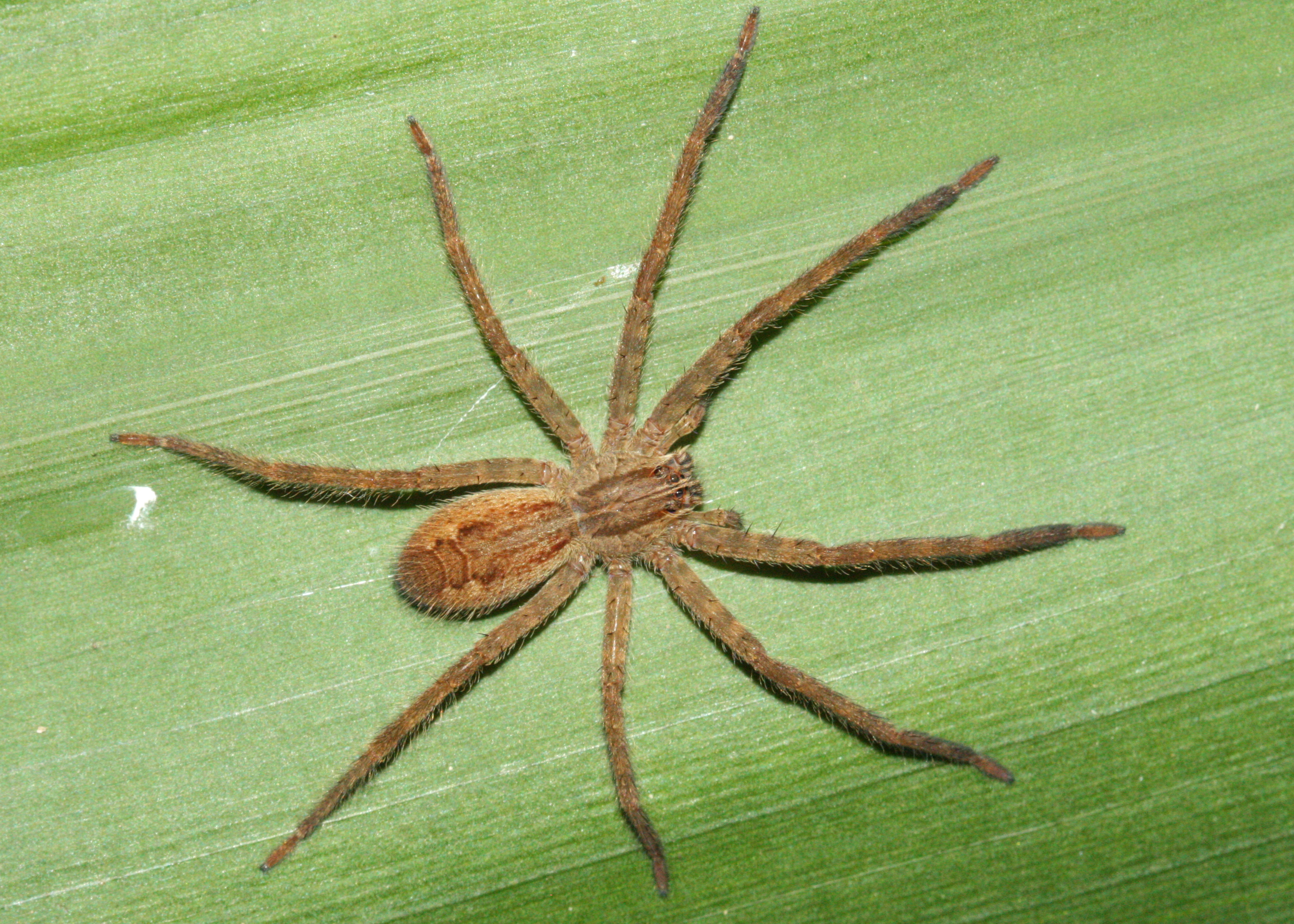
Juveniles Exemplar

Die Jungtiere wachsen innerhalb von acht bis zehn Monaten heran. Dabei durchlaufen sie bei beiden Geschlechtern für gewöhnlich insgesamt zehn Fresshäute (Häutungsstadien bei Spinnen) sowie Häutungen, da die erste schon, wie bei Spinnen üblich, unmittelbar nach dem Schlupf geschieht. Bei mangelnder Ernährung kann die Spinne schon in der neunten oder zehnten Fresshaut geschlechtsreif werden. Mit der elften Fresshaut und somit nach der Reifehäutung ist die Spinne dann ausgewachsen. Die Häutung findet wie bei den anderen Arten der Gattung statt: Die Spinne webt kurz vor diesem Prozess einen kleinen Netzteppich an der Unterseite eines Astes, hält sich anschließend mit allen Beinpaaren an deren Position fest und legt einen weiteren Faden an. An diesem hängt die Spinne nun mit der Körperfront nach unten und kann mittels des erhöhten Hämolymphendrucks das alte Exoskelett am Rand des Carapaxes aufplatzen lassen. Dann zwängt sich die Spinne aus dem alten Exoskelett auf und streckt, immer noch kopfüber am Faden hängend, die Beine nach erfolgreicher Häutung aus. In dieser Position verbleibt sie, bis das neue Exoskelett ausgehärtet ist.
Die maximale Lebensdauer der Großen Wanderspinne beträgt bei Weibchen über 600 Tage, bei Männchen 480 Tage, die Entwicklung innerhalb der Eier eingeschlossen. Damit teilt diese Art mit anderen Spinnen die Eigenschaft, langlebigere Weibchen aufzuweisen. Zumindest bei Weibchen ist wie bei den anderen Arten der Gattung Cupiennius bekannt, dass diese kurz vor dem Ableben ihr Opisthosoma seitlich oder über den Carapax hängen lassen, sollte es sich in einer dafür günstigen Position befinden. Der Bedarf an Nahrung erlischt ebenfalls, Die Spinne stellt die Jagd allmählich ein, ehe sie diese gar nicht mehr betreibt. Sehr altersschwache Individuen der Großen Wanderspinne und anderer Arten der Gattung verbleiben nur noch mithilfe ihrer Tarsalklauen an der Unterlage verankert und verenden zumeist auch in dieser Stellung.

## Toxikologie
Die Giftstoffe der Großen Wanderspinne bestehen aus verschiedenen Spinnentoxinen, darunter neun neurotoxisch wirkenden Peptiden. Bei diesen handelt es sich um sogenannte „CSTX“ (Cupiennius salei toxins), die lediglich im Gift der Großen Wanderspinne zu finden sind. Ebenso finden sich weitere neurotoxologisch und zytolytisch wirkende Peptide, die bei allen Spinnen der Gattung Cupiennius vorkommen. Daneben enthält das Gift eine sehr wirksame Hyaluronidase und einige bisher unbeschriebene Proteine. Einige niedermolekulare Substanzen können die Wirkung der Toxine verstärken.

### Aufbau des Gifts
Das Gift der Großen Wanderspinne lässt sich in drei (nach dem Molekulargewicht) bzw. vier Molekülgruppen (nach der Funktionalität) einteilen: Niedermolekulare Substanzen und Ionen (<3 Kilodalton), kleine kationische Peptide ohne Disulfidbrücken, Peptide mit Disulfidbrücken (beide zwischen 3 und 10 Kilodalton) sowie Proteine bzw. Enzyme (>10 Kilodalton).
Unter den Ionen sticht der hohe K+-Wert auf, dessen Wert bei 215 mM und damit deutlich über dem von Na+ (8,9 mM) und Ca2+ (0,94 mM) liegt. Diese Werte unterscheiden sich deutlich von den Werten in der Hämolymphe der Großen Wanderspinne. Dort wurde ein niedrigerer K+-Wert (6,79 mM), dafür aber höhere Na+- (223 mM) und Ca2+-Werte (4,0 mM) gefunden. Für die K+-Ionen im Gift konnte ein synergistischer Effekt mit den Neurotoxinen CSTX-1, -9 und -13 festgestellt werden.
Unter den niedermolekularen Substanzen finden sich Glycin (43,3 pmol/μl), Taurin (70,0 pmol/μl) und Histamin (5,7 nmol/μl), welches die Neurotoxizität des CSTX-1 erhöht, in größeren Mengen. Weiterhin wurden die kanonischen Aminosäuren, Polyaminde wie Putrescin und Cadaverin, sowie Zitronensäure in Konzentrationen unter 25 pmol/μl gefunden.
Zu den Substanzen mit hohem Molekulargewicht über 10 Kilodalton werden Proteine und Enzyme, darunter auch eine hochaktive Hyaluronidase, gezählt.
Die Peptide im mittleren Gewichtsbereich sind hauptverantwortlich für die Giftwirkung. Unter ihnen finden sich die neurotoxisch wirkenden „CSTX“ (Cupiennius salei toxins), die lediglich im Gift der Großen Wanderspinne vorkommen, sowie die in allen Spinnen der Gattung Cupiennius vorkommenden, neurotoxischen und zyolytisch aktiven Cupiennine.

#### Cupiennine
Bei den Cupienninen handelt es sich um kleinere kationische Peptide, die eine neurotoxische und zyolytische Aktivität zeigen. Die Cupiennine können in sieben Familien eingeteilt werden. Sie sind durch einen hohen Lysin- und Arginin-Anteil, die Abwesenheit von Cystein, einem pI zwischen 9,8 und 11,1 und einer Molmasse zwischen 2 Kilodalton und 4 Kilodalton charakterisiert.

#### CSTX
Eine für die Große Wanderspinne spezifische Gruppe von Peptiden sind die CSTX-Neurotoxine (Cupiennius salei toxins). Sie weisen vier oder fünf Disulfid-Brücken auf und liegen in einem Molekulargewichtsbereich zwischen 3 und 10 Kilodalton. Sie sind in Reihenfolge ihrer Entdeckung von CSTX-1 bis -13 durchnummeriert, wobei CSTX-1 das am häufigsten vorkommende Neurotoxin ist.

### Giftdrüsen
Wie alle Spinnen, die Gift produzieren und außerdem die überwiegende Mehrheit dieser Ordnung darstellen, verfügt die Große Wanderspinne über ein Paar Giftdrüsen, die die Produktion und Speicherung des Gifts übernehmen. Ihr grundsätzlicher Aufbau ist mit den Giftdrüsen anderer Arten der Echten Webspinnen (Araneomorphae) identisch.

#### Aufbau der Giftdrüsen
Die Giftdrüsen sind im vorderen Bereich des Prosomas angelegt. Sie sind über je einen kleinen Kanal mit den Cheliceren verbunden. Kurz vor einer Cheliceren vergrößert sich der Kanal und wird zu einer muskulösen Ampulla (blasenförmige Erweiterung von Hohlorganen) und verengt sich wieder. Es wird vermutet, dass die Ampullae zusätzlich zur muskelbedingten Kontraktion der Giftdrüse eine Rolle bei der Feinregulierung der injizierten Giftmenge in ein Beutetier spielen könnten. Die Kontrolle der Ausscheidung der Giftdrüsen wird durch Kontraktion einer Schicht von in Längsrichtung angeordneten gestreiften Muskelfasern erreicht, die durch eine kompakte extrazelluläre (außerhalb der Zellen liegende) Schicht vom inneren sekretorischen Epithel (Drüsengewebe) getrennt sind. Im zentralen Teil der Drüse befindet sich ein Lumen (Hohlraum), das von Einheiten mehrerer ineinandergreifender Giftsekretionszellen umgeben ist, die ebenfalls ein zentrales Lumen aufweisen und das sekretorische Epithel bilden. Immunzytochemische  Untersuchungen (Labortechnische Untersuchungen zur Lokalisierung eines bestimmten Proteins oder Antigens in Zellen) von Drüsenschnitten mit dem monoklonalen (einen Klon von Zellen enthaltenden) Antikörper 9H3 gegen das Hauptneurotoxin CSTX-1 zeigen, dass das Neurotoxin synthetisiert (vereinigt) wird und in allen Teilen der Giftdrüse vorhanden ist. Unter Berücksichtigung der histologischen (die Gewebelehre umfassenden) Ergebnisse und der Tatsache, dass in dem durch das „Melken“ der Spinnen entnommenen Gift keine Kerne und nur einige Membranfragmente identifiziert werden, wurde ein apokriner Sekretionsmechanismus angenommen.

#### Volumen der Giftdrüsen
Die beiden Giftdrüsen eines ausgewachsenen Weibchens der Großen Wanderspinne haben ein Füllvolumen von jeweils 12,1 ± 2,6 Mikrolitern an speicherbarem Gift. Durch elektrisches „Melken“ der Spinnen, was durch minimale Stromschläge geschieht, bei denen die Spinne Gift abgibt, können normalerweise 5,6 ± 2 Mikroliter Gift aus jeder Drüse, was 46 % des Drüsenvolumens entspricht, erhalten werden. Der Gesamtwert entspricht sieben bis 15 Mikroliter pro Spinne. Die Variation ist also zwischen den Individuen ziemlich hoch. Bei adulten weiblichen Spinnen hängt die Giftmenge, die durch das „Melken“ erhalten werden kann, hauptsächlich von der Größe der Spinne ab. Je größer das Tier ist, umso mehr Gift kann abgegeben werden. Bei Versuchen mit Weibchen der Großen Wanderspinne, denen man acht Wochen keine Nahrung gab, verloren diese zwar an Körpergewicht, die abgegebene Giftmenge blieb jedoch bei immer wieder stattfindenden Giftentnahmen gleich. Bei alternden Weibchen verringert sich das Volumen an verfügbarem Gift um die Hälfte. Ausgewachsene Männchen geben im Durchschnitt ca. 40 bis 50 % weniger Gift als die ausgewachsenen Weibchen ab.
Sollte das in den Drüsen enthaltene Gift restlos geleert werden, beginnt unmittelbar die Wiederherstellung des Gifts, die bis zu zwei Wochen andauert. Innerhalb weniger Tage werden die Drüsen wieder gefüllt, die Peptidsynthese (Herstellung von Peptiden) dauert jedoch bis zu 16 Tage. In den ersten Tagen der Regeneration ist der Proteingehalt immer noch signifikant niedriger und weniger toxisch auf Beutetiere wirkend, wie es Versuche mit Grillen ergaben. Somit ist die Geschwindigkeit der Peptidbiosynthese langsamer als der allgemeine Prozess des Auffüllens der Drüsen. Die Toxizität des Giftes steigt erst nach acht Tagen Regenerationszeit an, und das Gift erreicht nach 16 Tagen die volle Toxizität.

### Nutzung des Gifts
Die Große Wanderspinne nutzt ihr Gift vorrangig zur Erlegung von Beutetieren und seltener auch zur eigenen Verteidigung. Im Falle der Erlegung eines Beutetieres kann die Spinne ihr Gift je nach der Beschaffenheit des zu erlegenden Beutetiers beliebig nutzen und bei einer optimalen Bissstelle bis zu drei Viertel der eigenen Giftreserven einsparen.

#### Abgegebene Giftmenge bei Beutetieren
Bei Versuchen, bei denen Individuen der Großen Wanderspinne mit Heimchen (Acheta domesticus) gefüttert wurden, wurden diese von den Spinnen am häufigsten dorsal ergriffen und ihnen zumeist mittels der Cheliceren seitlich in den Pro- (vorderstes Segment des Thorax, bzw. Brustbereichs bei Insekten) oder Metathorax (drittes und letztes Segment des Thorax) nahe der Coxae des ersten oder zweiten Beinpaares ein Giftbiss versetzt. Damit erzielten die Versuchstiere der Großen Wanderspinne eine sofortige Wirkung auf das dort nahegelegene Zentralnervensystem der Heimchen und umgingen auch einen Biss in den stark gepanzerten Caput (Kopf bei Insekten). Anhand der Versuche mit den Heimchen konnte außerdem bewiesen werden, dass die notwendige Menge abgebbaren Gifts der Großen Wanderspinne und dessen letale Dosis von der Stelle abhängt, an der das Gift injiziert wird. Bei einem Biss in die Coxae des ersten Beinpaares eines von einer Spinne ergriffenen Heimchens betrug die letale Dosis des Gifts drei, bei den Coxae des zweiten Beinpaares fünf und den Coxae des dritten Beinpaares sechs Nanoliter pro Milligramm des Eigengewichts der erbeuteten Heimchen, sodass dann bei jedem weiter aufsteigenden Beinpaar der Heimchen mehr Gift abgegeben werden musste. Die letale Dosis war bei den von den Spinnen am Abdomen (Hinterleib) ergriffenen Heimchen am höchsten. Hier betrug die letale Dosis auf der Ventralseite acht und auf der Dorsalseite zwölf Nanoliter pro Milligramm.
Weitere Versuche mit Heimchen als Futtertieren erwiesen, dass je nach Beutetier auch die Injektionsdauer des Gifts der Großen Wanderspinne variabel ist. Bei kleineren bis mittelgroßen Beutetieren dauert dieser Prozess zumeist länger. Er nimmt bis zu drei Minuten in Anspruch und ist hier außerdem in einer Abfolge mehrerer unterbrochener Einzelinjektionen gegliedert. Bei größeren Beutetieren hingegen wird innerhalb kürzerer Zeit mehr Gift injiziert. Wenn Individuen der Großen Wanderspinne unter Laborbedingungen lediglich mit größeren Beutetieren gefüttert werden, wird nach einer gewissen Periode bemerkbar, dass die Spinne ihr Giftreservoir lediglich dazu nutzt, nur Anteile des Beutetieres abzutöten, die zur Nahrungsaufnahme verwendet werden (also nicht versucht, es gänzlich zu töten). Somit spart sie Gift ein. Demzufolge präferiert die Große Wanderspinne also mittelgroße Beutetiere gegenüber kleineren, die die Spinne nicht mit genügend Nährstoffen versorgen und auch gegenüber größeren, deren Erlegung eine zu große Menge an zu abgebenden Gift benötigt oder die allgemein zu wehrhaft sind.
Ein weiterer Faktor für die abgegebene Giftmenge ist neben der Größe und Wehrhaftigkeit auch Ausdauer und Bewegungsintensität des Beutetiers. Die Verwendung von monoklonalen Antikörpern gegen CSTX-1 ermöglichte eine viel genauere Quantifizierung des injizierten Toxins. Bei weiteren Versuchen mit Heimchen konnte festgestellt werden, dass die Spinne mehr Gift injiziert, wenn das Beutetier sich verstärkt zur Wehr setzt. Die Injektionsrate wird überdies erhöht, wenn die Erwehrungsversuche des Beutetieres länger andauern. Bei Versuchen mit wehrhaften Beutetieren wie Exemplaren des Kupferfarbenen Buntgrabläufers (Poecilus cupreus) oder solchen von Schmeißfliegen der Gattung Protophormia, die von der Spinne schwer greifbar sind, wird eine deutlich größere Menge an Gift abgegeben als es bei an die Spinne verfütterten Individuen des Heimchens oder der Indischen Stabschrecke (Carausius morosus) der Fall ist, die über keine Abwehrmechanismen verfügen.

#### Theorie zur Optimierung der Giftmenge
Bedingt durch die Tatsache, dass die Große Wanderspinne ihr Gift abhängig vom Beutetier in unterschiedlichen Mengen einsetzt, besteht die Annahme, dass die Art vermutlich mithilfe von Organen die jeweils notwendige Menge an Gift, das injiziert werden muss, optimieren kann und auch die Menge des in den Giftdrüsen gelagerten Gifts abschätzen kann. Die teils beachtlichen Unterschiede der Anfälligkeit auf das Gift der von der Spinne erbeuteten Insekten können durch eine Reihe von Synergisten (Muskeln, die die Bewegungen anderer Muskels unterstützen) oder Inhibitoren (chemische Hemmstoffe) in ihrer Hämolymphe (Körperflüssigkeit, die sämtliche Zellen, Gewebe und Organe umgibt) oder aufgrund von Unterschieden in der Rezeptorstruktur verursacht werden.
Diese Theorie konnte anhand von Versuchen gestützt werden, bei denen 40 Exemplare der Großen Wanderspinne mit verschiedenen Schabenarten gefüttert wurden, bei denen die letale Dosis des Gifts der Spinne innerhalb der eingesetzten Paare stark variiert. Bedingt durch zuvor stattgefundenes „Melken“ zum Zweck der Giftentnahme oder durch das Erbeuten der Grillen in den vorher stattgefundenen Versuchen waren die Giftdrüsen einiger Spinnen bereits zum Teil entleert. Bei den paarweise verwendeten Schaben handelte es sich beim Versuchspaar der ersten Variante um solche der Gemeinen Küchenschabe (Blatta orientalis), die eine letale Dosis von 0,4 und welche der Art Nauphoeta cinerea, die eine letale Dosis von 17,5 Nanolitern pro Milligramm des Eigengewichts der Beutetiere beim Gift der Großen Wanderspinne aufwiesen. Das zweite Versuchspaar der Schaben setzte sich jeweils aus Exemplaren der Art Periplaneta australasiae, deren letale Dosis bei 0,75 und aus Individuen Amerikanischen Großschabe (P. americana), deren letale Dosis bei 10 Nanoliter pro Milligramm je Eigengewicht bezogen auf das Gift der Spinne lag. Bei Versuchen, bei denen Individuen der Großen Wanderspinne zu welchen der Gemeinen Küchenschabe und Nauphoeta cinerea gesetzt wurden, haben die Spinnen, deren Giftdrüsen bereits zuvor beansprucht wurden, bevorzugt die Exemplare der Gemeinen Küchenschabe erbeutet, deren letale Dosis etwa 40 mal niedriger als die von Nauphoeta cinerea bei dem Spinnengift ausfällt. Dieses Phänomen trat nicht bei den Spinnen auf, deren Giftdrüsen zuvor nicht verwendet wurden. Auch bei Periplaneta australasiae und der Amerikanischen Großschabe (P. americana), deren letale Dosis des Gifts der Großen Wanderspinne fast um das Zehnfache auseinander liegt, konnte eine Bevorzugung einer der beiden Schabenarten seitens der Spinne nicht beobachtet werden.

## Systematik

### Beschreibungsgeschichte und taxonomische Änderungen
Die Große Wanderspinne wurde vom Erstbeschreiber Eugen von Keyserling im Jahr 1877 zuerst als Ctenus salei beschrieben und erfuhr danach vermehrt Umstellungen und Umbenennungen. Sie erhielt 1963 unter Mechthild Melchers ihre heutige noch gültige wissenschaftliche Bezeichnung Cupiennius salei, die seitdem allmählich die durchgehend angewandte Bezeichnung der Art wurde.
Mit dem Artnamen salei wird wahrscheinlich der französische Naturforscher Auguste Sallé geehrt. Keyserling nennt in seinem Werk Ueber amerikanische Spinnenarten der Unterordnung Citigradae, das auch die Erstbeschreibung der Großen Wanderspinne umfasst, einen Herrn „Salé“ als Sammler der von ihm zur Beschreibung verwendeten Exemplare.
Die zuvor angenommene, aber bereits 2015 von Daniele Polotow und Charles Edward Griswold angezweifelte Zugehörigkeit der Gattung Cupiennius zur Familie der Kammspinnen (Ctenidae) wurde 2019 von Luis Norberto Piacentini und Martín Javier Ramírez widerlegt. Seitdem wird die Gattung der Familie der Fischerspinnen (Trechaleidae) zugeordnet.

### Innere Systematik
Innerhalb der Gattung Cupiennius ist die Große Wanderspinne sehr nah mit den ähnlich großen Arten Cupiennius coccineus und Cupiennius getazi verwandt, wobei C. coccineus die Schwesterart der Großen Wanderspinne und ist und beide Arten demzufolge die stärkste Verwandtschaft zueinander aufweisen. Diese drei Arten bilden eine von zwei Kladen innerhalb der Gattung. Die andere enthält die Arten Cupiennius folitalius, Cupiennius granadensis und Cupiennius panamensis. Cupiennius cubae und Cupiennius remedius sind keiner Klade zugehörig. Welche phylogenetische Stellung Cupiennius chiapanensis, die vierte große Art der Gattung innerhalb dieser einnimmt, ist bislang unbekannt.
Die genauere verwandtschaftliche Stellung der Großen Wanderspinne und von C. coccineus sowie C. getazi innerhalb der Gattung wird durch folgendes Kladogramm veranschaulicht:
|  | \| \| Große Wanderspinne (C. salei) \| \| \| \| \| \| C. coccineus \| \| \| \| |
|  |                                                                                |
|  | C. getazi                                                                      |
|  |                                                                                |
|  | Große Wanderspinne (C. salei)                                                  |
|  |                                                                                |
|  | C. coccineus                                                                   |
|  |                                                                                |

|  | Große Wanderspinne (C. salei) |
|  |                               |
|  | C. coccineus                  |
|  |                               |

|  | \| \| Große Wanderspinne (C. salei) \| \| \| \| \| \| C. coccineus \| \| \| \| |
|  |                                                                                |
|  | C. getazi                                                                      |
|  |                                                                                |
|  | Große Wanderspinne (C. salei)                                                  |
|  |                                                                                |
|  | C. coccineus                                                                   |
|  |                                                                                |

|  | Große Wanderspinne (C. salei) |
|  |                               |
|  | C. coccineus                  |
|  |                               |

|  | \| \| Große Wanderspinne (C. salei) \| \| \| \| \| \| C. coccineus \| \| \| \| |
|  |                                                                                |
|  | C. getazi                                                                      |
|  |                                                                                |
|  | Große Wanderspinne (C. salei)                                                  |
|  |                                                                                |
|  | C. coccineus                                                                   |
|  |                                                                                |

|  | Große Wanderspinne (C. salei) |
|  |                               |
|  | C. coccineus                  |
|  |                               |

|  | \| \| Große Wanderspinne (C. salei) \| \| \| \| \| \| C. coccineus \| \| \| \| |
|  |                                                                                |
|  | C. getazi                                                                      |
|  |                                                                                |
|  | Große Wanderspinne (C. salei)                                                  |
|  |                                                                                |
|  | C. coccineus                                                                   |
|  |                                                                                |

|  | Große Wanderspinne (C. salei) |
|  |                               |
|  | C. coccineus                  |
|  |                               |

## Große Wanderspinne und Mensch
Die Große Wanderspinne zählt zu den bekanntesten Spinnenarten. Ihr Ruf beim Menschen fällt unterschiedlich aus. Sie ist sowohl als vielseitiges Forschungselement als auch als Terrarientier begehrt, doch können gerade an Bananenfrüchten unwissentlich mitexportierte und dann gefundene Individuen der Art durch ihr für Spinnen vergleichsweise imposantes Erscheinungsbild sowie der Ähnlichkeit mit den deutlich gefährlicheren Spinnen der Gattung Phoneutria Panik auslösen.

### Die Art als Forschungselement
In der Wissenschaft ist die Große Wanderspinne aufgrund ihrer Robustheit und Vielfältigkeit ein beliebtes und häufig verwendetes Forschungsobjekt, das in der Vergangenheit bereits für eine Vielzahl an physiologischen Studien Verwendung fand. Die Beliebtheit der Art als Forschungsobjekt rührt außerdem daher, dass sie sich in Gefangenschaft relativ problemlos und in großer Stückzahl vermehren lässt. Dadurch gilt die Große Wanderspinne als die heute am besten erforschte Spinnenart überhaupt.

### Einfuhr durch Bananenfrüchte und Reaktionen
Gelegentlich kommt es bedingt durch das verstärkte Vorkommen an Bananenplantagen (s. Abschnitt „Auftreten in Bananenplantagen“) wie bei den drei anderen größeren Arten der Gattung Cupiennius zu einer Einfuhr der Großen Wanderspinne nach Europa und Nordamerika durch dorthin exportierte Früchte der Dessertbanane (Musa × paradisiaca). Dieses Phänomen ist auch von weiteren Spinnen, darunter solchen der Gattung Phoneutria aus der Familie der Kammspinnen (Ctenidae) als auch von der Warmhaus-Riesenkrabbenspinne (Heteropoda venatoria) aus der Familie der Riesenkrabbenspinnen (Sparassidae) bekannt.
Insgesamt sind Funde der Großen Wanderspinne an exportierten Bananenstauden wie bei den anderen Arten der Gattung Cupiennius häufiger als jene von Vertretern der Gattung Phoneutria, so konnten bei einer 80-jährigen Periode vor 2014 lediglich sieben Exemplare Arten der Gattung Phoneutria zugeordnet werden, hingegen fiel hier die Zahl gefundener Individuen von Arten der Gattung Cupiennius mit 39 deutlich höher aus.
Durch die Ähnlichkeit zu den wegen ihrer potentiellen Gefährlichkeit gefürchteten Arten der Gattung Phoneutria, von denen dieses Phänomen auch bekannt ist, darunter insbesondere die Brasilianische Wanderspinne (P. nigriventer), haben sowohl Funde der Großen Wanderspinne wie Funde von Exemplaren der Arten der Gattung Cupiennius an exportierten Bananen insbesondere früher durch die teils fehlenden Möglichkeiten einer genauen Abgrenzung beider Gattungen nicht selten für Aufruhr gesorgt. Dies kann zusätzlich durch das verglichen mit anderen Spinnen imposante und damit auf einige Menschen gefährlich wirkende Erscheinungsbild der Großen Wanderspinne verstärkt werden.

### Bissunfälle und Symptome
Bisse der Großen Wanderspinne auf den Menschen sind überliefert. Dabei gilt die Art aber zusammen mit den anderen der Gattung Cupiennius verglichen mit einigen der ihnen optisch ähnlichen Vertretern der Gattung Phoneutria, etwa der Brasilianischen Wanderspinne (Phoneutria nigriventer) als harmlos. Ferner ist die Große Wanderspinne genau wie andere Arten der Gattung Cupiennius und im Gegensatz zu denen der Gattung Phoneutria wenig aggressiv und ergreift bei Störungen oftmals eher die Flucht. Die Spinne kann sich mit einem Biss zur Wehr setzen, wenn sie sich in die Enge getrieben fühlt.
Die Wirkung des Bisses wird oft mit der Wirkung eines Bienenstiches verglichen, so können im Bereich der Bisswunde Symptome wie Schmerzen, lokale Schwellungen und ein Taubheitsgefühl auftreten. Nach 30 Minuten klingen diese Symptome wieder ab.

### Terraristik
Die Große Wanderspinne erfreut sich einer gewissen Beliebtheit als Heimtier in der Terraristik. Positiv ist für viele Interessenten die geringe Gefährlichkeit und ihr für Spinnen imposantes Erscheinungsbild. Allerdings sollte man vor dem Kauf eines oder mehrerer Exemplare der Art ihrer hohen Agilität einschließlich Laufgeschwindigkeit und ihrer nachtaktiven Lebensweise bewusst sein. Wie bei allen Regenwaldbewohnern sollten auch bei der Haltung der Großen Wanderspinne die Temperatur und Luftfeuchtigkeit ihres natürlichen Habitats bestmöglich simuliert werden.

### Bedrohung und Schutz
Die Bestände der Großen Wanderspinne werden von der IUCN nicht gewertet, womit weder genaue Informationen über die Bestände der Art vorliegen noch die Art einem Schutzstatus unterliegt.